# 美少女戦士セーラームーンの登場人物
美少女戦士セーラームーンの登場人物（びしょうじょせんしセーラームーンのとうじょうじんぶつ）では、メディアミックス作品『美少女戦士セーラームーン』に登場する架空の人物を紹介する。
声の表記は初代テレビアニメ版 / 『Crystal』シリーズ版での声優の順。また、1名だけの表記で（Crystal版）などといった記載がない場合は初代テレビアニメ版の声優であることを示す。
演の表記は実写ドラマ版 / ミュージカル版 / The Super Live版の俳優の順。また1名だけの表記で（ミュージカル版）等といった記載がない場合は実写ドラマ版の俳優であることを示す。

## セーラー戦士とその仲間たち

### 主要人物
月野うさぎ（つきの うさぎ） / セーラームーン
声 - 三石琴乃、荒木香恵 / 三石琴乃
演 - 沢井美優 / 大山アンザ、原史奈、神戸みゆき、黒木マリナ、大久保聡美、野本ほたる / 夢宮加菜枝、古賀なつき、河西智美
本作品の主人公。ドジで泣き虫な明るい少女で、初登場時は区立十番中学校2年1組。月を守護に持つ愛と正義のセーラー服美少女戦士セーラームーンに変身する。
月の王国「シルバー・ミレニアム」の王女プリンセス・セレニティの生まれ変わりであり、30世紀では未来の地球「クリスタル・トーキョー」の女王ネオ・クイーン・セレニティを名乗っている。
地場衛（ちば まもる） / タキシード仮面（タキシードかめん） / 月影の騎士（つきかげのナイト）
声 - 古谷徹、緒方恵美（幼少期） / 野島健児、田村睦心（幼少期）
演 - 渋江譲二 / 佐野瑞樹、望月祐多、榎本雄太、天野浩成、江戸英雅、浦井健治、城田優、宮本行、大和悠河 / 立道梨緒奈
本作品のメインヒーローでうさぎの運命の恋人。初登場時は私立元麻布高校2年生（原作）、東西大学生（テレビアニメ）。タキシード仮面としてセーラー戦士たちをサポートする。
地球国の王子プリンス・エンディミオンの生まれ変わりであり、30世紀の未来では「クリスタル・トーキョー」の王キング・エンディミオンを名乗っている。
ちびうさ / セーラーちびムーン
声 - 荒木香恵 / 福圓美里
演 - 宮川愛、川崎真央、竹中夏海、白井珠希ディア、郡司あやの、伊澤有梨須、高畠華澄、宮崎のえる、山本愛星、大田ななみ、大野真緒、堀田実那、大崎望絵、久家心、神田愛莉
30世紀のクリスタル・トーキョーの王女で、未来のうさぎと衛の娘。本名はプリンセス・うさぎ・"スモールレディ"・セレニティ。
愛と正義のセーラー服美少女戦士見習いセーラーちびムーンに変身する。現代ではうさぎの従姉弟の月野うさぎ（ちびうさはあだ名）を名乗り、区立十番小学校に編入している。雨や雪の日はピンクの長靴を履く。

### 四守護神
本作品の準主人公たちで、プリンセス・セレニティを守る4人のセーラー戦士の生まれ変わり。内部太陽系惑星を守護星に持つ内部太陽系セーラー戦士とも呼ばれるが、この呼称はセーラームーンを合わせた5戦士を指すこともある。アニメでは連携して合体技を繰り出すことが多い。
原作での回想ではセレニティの世話係や家庭教師なども行っていた。原作では外部戦士とともに各守護星の王女とされ、誕生の際にクイーン・セレニティから守護星の衛星の名前を冠した城を贈られているが何故シルバー・ミレニアムに仕えているのかは明かされていない。シルバー・ミレニアムの滅亡後はプリンセス・セレニティと共に地球人に転生したが、再びセーラー戦士として覚醒して地球の平和を守るために侵略者たちと戦っている。
水野亜美（みずの あみ） / セーラーマーキュリー
声 - 久川綾 / 金元寿子
演 - 浜千咲 / 森野文子、宮川由起子、赤嶺寿乃、伊澤麻璃也、河辺千恵子、若山愛美、松浦雅、小山百代、竹内夢 / ココナ、川村海乃、替地桃子
IQ300を超える天才少女。初登場時は区立十番中学校2年生。水の星・水星を守護に持つ知の戦士セーラーマーキュリーに変身する。
火野レイ（ひの レイ） / セーラーマーズ
声 - 富沢美智恵 / 佐藤利奈
演 - 北川景子 / 中山博子、小谷みさこ、梅宮亜須加、坂井ひろみ、神田恵里、吉田恵、かわさき愛子、本間理紗、七木奏音、小林かれん / 平井琴望、二宮響子、長谷川唯
火川神社の霊感少女。初登場時は私立T.A女学院中等部2年生。火の星・火星を守護に持つ戦いの戦士セーラーマーズに変身する。
木野まこと（きの まこと） / セーラージュピター
声 - 篠原恵美 / 小清水亜美
演 - 安座間美優 / かのこ、佐田真理恵、叶野喜和子、佐藤恵美香、利根川朱里、大山千穂、栗山絵美、林百合子、杉本文乃、坂田香里、渡辺舞、高橋ユウ、楓 / 尾花貴絵、松崎カンナ、山崎紫生
男勝りな怪力少女。初登場時は区立十番中学校の転入生。雷の星・木星を守護に持つ保護の戦士セーラージュピターに変身する。
愛野美奈子（あいの みなこ） / セーラーヴィーナス / セーラーV
声 - 深見梨加、住友七絵 / 伊藤静
演 - 小松彩夏 / 鈴木奈々、征矢千鶴、中谷果夏、宮沢明子、小谷美裕、稲田奈緒、中村有希、村田あゆみ、渡部瑞貴、渋谷桃子、絵梨華、坂田しおり、長谷川里桃 /  星波、中西裕胡、後藤紗亜弥
アイドルを夢見る爆走少女。初登場時は区立芝公園中学校2年生。内部太陽系戦士のリーダーで、美の星・金星を守護に持つ愛の戦士セーラーヴィーナスに変身する。
『コードネームはセーラーV』では主人公を務める。

### 外部太陽系戦士とセーラーサターン
太古の時代より遠い宇宙の彼方から来た侵入者と闘い、宇宙・異世界・時間を監視してきたために、クイーン・セレニティにより強力な力と特殊な武器「タリスマン」を与えられた孤独なセーラー戦士たちの生まれ変わり。外部太陽系惑星を守護星に持ち、普段は各々誰もいない場所で警備に当たり、緊急事態の時は一堂に集結する。テレビアニメでは、目的のためなら手段を選ばない考え方で内部太陽系戦士とぶつかり合った。
3つのタリスマンは古事記・日本書紀の三種の神器、テレビアニメで彼女達が召喚する「伝説の聖杯」はキリスト教の聖遺物伝承に由来し、原作・テレビアニメの共通キーワード「メシア（テレビアニメでは「沈黙のメシア」）」も同様である。
天王はるか（てんおう はるか） / セーラーウラヌス
声 - 緒方恵美 / 皆川純子
演 - 木村早苗、高木ナオ、波多乃万莉、中山旦子、汐月しゅう
美少年のように見える少女レーサー。初登場時は私立無限学園高等部1年生。天空の星・天王星を守護に持つ飛翔の戦士セーラーウラヌスに変身する。
海王みちる（かいおう みちる） / セーラーネプチューン
声 - 勝生真沙子 / 大原さやか
演 - 坂本かほる、富田千景、藤みゆ稀、田原裕子、島田沙羅、朝見優香、蘭波知子、大山貴世、藤岡沙也香
はるかと行動する少女バイオリニスト。初登場時は私立無限学園高等部1年生。深海の星・海王星を守護に持つ抱擁の戦士セーラーネプチューンに変身する。
冥王せつな（めいおう せつな） / セーラープルート
声 - 川島千代子 / 前田愛
演 - 細木美和、斉藤レイ、神矢ゆき、中澤聖子、渡部照代、穂坂優子、中江友木子、横井美帆、石井美絵子
過去と未来を繋ぐ「時空の扉」の番人で、現代の姿は女子大生。初登場時はKO大学理学部1年生（原作）、無限学園大学理学部生（テレビアニメ）。時空の星・冥王星を守護に持つ変革の戦士セーラープルートに変身する。
土萠ほたる（ともえ ほたる） / セーラーサターン
声 - 皆口裕子 / 藤井ゆきよ
演 - 武田惠子、今井ちひろ、三瓶あさみ、三田真央、冨岡真理央、垣内彩未、仲村瑠璃亜、飯塚由衣、船越英里子、髙橋果鈴、日向未来
私立無限学園理事長の病弱な一人娘。初登場時は無限学園小学部6年生。沈黙の星・土星を守護に持つ破滅と誕生の戦士セーラーサターンに変身する。

### お供の猫たち
セーラー戦士たちをサポートし、人間の言葉を喋る不思議な猫。セーラー戦士以外の人間の前では普通の猫らしく振る舞っている。額に三日月の模様があり、この模様を絆創膏などで覆われると人間の言葉を話せなくなる。名前は雌雄を問わず、月の女神（または月神と習合した女神）に由来する。
元々はシルバー・ミレニアムに仕えており、王国滅亡の際はクイーン・セレニティによってコールドスリープに就いた。地球人に転生したセーラー戦士を感知できるなどの不思議な力を持ち、シルバー・ミレニアムのロストテクノロジーによってゲームセンター（実写ではカラオケ店）「クラウン」の地下に秘密の指令室を建て、変身アイテムや通信機などの不思議な機械を作り出す。
原作及び『Eternal』・『Cosmos』ではマウ星という惑星から来たマウ星人。人型と猫型の姿を持つが、どちらが本来の姿なのかは不明。
ルナ
声 - 潘恵子（旧作アニメ版・実写ドラマ版） / 広橋涼
演 - 小池里奈 / 石村とも子
うさぎのパートナーで雌の黒猫。世話焼きなしっかり者で、セーラーチームのお姉さん的存在。特に一緒に住んでいる、うさぎの目覚まし役にもなっている。名前の由来はローマ神話のルナ。瞳の色は原作・実写版・新作アニメ『Eternal』・『Cosmos』が青、旧作アニメと新作アニメ『Crystal』（第3期まで）では赤。「三日月ハゲ」や「黒助（テレビアニメの星野光からのあだ名）」と呼ばれるのを嫌う。うさぎの不在時は亜美と一緒にいることが多い。
うさぎ、亜美、レイ、まことを見つけて、変身アイテムのブローチや変身ペン、通信アイテムの通信機を授けた。うさぎと同居し、うさぎをちゃん付けで呼んでいるが、時々呼び捨てにすることもある。うさぎの母・育子の料理が大好物。『かぐや姫の恋人』では、宇宙翔に恋をした。
人間形態はウェーブがかった黒髪の美少女で、テレビアニメ版でも唯一人間態を見せた（『かぐや姫の恋人』を参照）。外見設定はうさぎより1つほど年下。
原作
クイン・メタリアとの決戦で「幻の銀水晶」を解放したうさぎの体に、意識を乗り移らせて力を貸した。第5部では同郷のセーラーティンにゃんこに傷を負わされて喋れなくなり、セーラーレテによってスターシードを奪われ消滅する。原作では以降は登場せず、解放されたスターシードから復活することができたのかどうかは不明なまま終了するが、『Cosmos』では最終決戦後に自宅に帰宅したうさぎを家族と共に出迎えるシーンが描かれている。
初代テレビアニメ
真面目で仕切りたがり。能天気なうさぎに頭を抱え、真面目な亜美を信頼している。亜美たちまで羽目を外した時は嘆くのがお約束。一方でだんだんうさぎに似てきている。猫のレッドバトラーに想いを寄せられた。四天王のクンツァイトとの戦いで傷を負い、最終決戦には欠席した。銀水晶を使ったうさぎが死んでしまった上に、転生したうさぎたちの記憶が失われたことを悲しみ、再会を信じるアルテミスに励まされた。
夜天光の家に入った際に優しくされ、夜天のファンになる。
実写ドラマ
喋るネコのぬいぐるみとして登場する。「幻の銀水晶」の影響で、くしゃみをすると人間の小さな女の子に変身し、愛と小さきものたちの戦士・セーラールナ（実写版のみ登場したセーラー戦士を参照）に変身できるようになる。
ミュージカル
バンダイ版では初演のみ登場し、全身タイツを着た人間という扱いだった。ネルケ版には未登場。乃木坂版ではパペットとして登場した。
アルテミス
声 - 高戸靖広 / 大林洋平（Crystal）、村田太志（Eternal・Cosmos） /  山口勝平（実写ドラマ版）
演 - 姫野ケンジ（ミュージカル版）
美奈子のパートナーで雄の白猫。ルナにドジ呼ばわりされるなど少しとぼけたところもあるが、クールで真面目な性格。瞳の色は黄緑（テレビアニメ版では青）。名前の由来はギリシア神話のアルテミス。
美奈子の兄的存在で、お調子者の美奈子に頭を悩ませる。ルナに想いを寄せている。
『コードネームはセーラーV』の準主人公で、美奈子をセーラー戦士に覚醒させた張本人である。原作とテレビアニメ版では美奈子を「美奈」と呼ぶが、実写版と『Crystal』シリーズでは「美奈子」と呼んでいる。
原作
第4部及び新作アニメ『Eternal』からは人間形態に変身できるようになり、この時の姿は白い長髪の美青年である（テレビアニメ版や実写版では人間形態は登場しない）。原作第5部ではシャドウ・ギャラクティカの襲撃に巻き込まれ、スターシードを奪われて消滅したのを最後に登場しない。
初代テレビアニメ
美奈子としばらくイギリスのロンドンに滞在していた。第46話では転生したうさぎたちが仲間だった記憶を失って落ち込むルナに「また、めぐり会えばいいんだよ」と声をかけて励ます。一方、第48話では、先にうさぎ以外の四人の記憶も戻して戦わせようとするルナに反発する。スケベな一面もあり、52話では寝坊して着替える美奈子を見て怒った美奈子に服を投げられた。ルナへの気持ちに全く気付いてもらえておらず、周りにも仕事仲間としか認識されていなかった。
実写ドラマ
喋るぬいぐるみとして登場する（時々CGになる）。前世の記憶や病気のことを一人で抱え込んで戦おうとしている美奈子を心配している。
ミュージカル
バンダイの初演のみで、こちらもルナと同じ扱い。ネルケ・乃木坂版には登場しない。
ダイアナ
声 - 西原久美子 / 中川翔子
ちびうさのパートナーの雌の灰色猫で、ルナとアルテミスの未来の娘。名前の由来はローマ神話のディアナ（英語読みでダイアナ）。テレビアニメ版では瞳の色は赤色、『Crystal』ではマゼンタ。ちびうさを「スモール・レディ」と呼んでいる。原作では第2部、初代テレビアニメ版では『SuperS』編、『Crystal』版ではブラック・ムーン編で初登場。
まだ子猫だが、真面目な性格で規則には厳格。敬語口調で喋る。人間形態は灰色の巻き毛の少女（テレビアニメ版では人間形態は登場しない）。旧作アニメ版『セーラースターズ』編ではネヘレニア復活編のみの登場で、シャドウ・ギャラクティカ編には登場しない。ミュージカル版には全シリーズを通して一切登場しない。
原作第5部ではシャドウ・ギャラクティカの攻撃が30世紀の世界に影響し、セーラープルートに頼んで20世紀に行くが、シャドウ・ギャラクティカに両親共々殺されてしまい、ちびうさが20世紀に戻る決意を固めることになる。
没案では月に漂流したセーラー戦士の仲間になる妖精という設定だった。見た目はうさぎに似ているが生意気な性格だったようで、この辺りはちびうさに引き継がれた様子。

## 他のセーラー戦士たち

### セーラーカルテット
原作漫画および新作アニメ『Eternal』に登場する、火星と木星の間の小惑星帯に位置する四大小惑星を守護に持つ太陽系のセーラー戦士。デッド・ムーンの項目も参照。次代の月のプリンセス（ちびうさ）の守護戦士で、学習を終えてアマゾンの森の奥深くで休眠していたが、秘めたる星の力に気付いたデッド・ムーンのネヘレニアの呪いで反セーラーチーム「アマゾネス・カルテット」に変えられ、悪夢の中で踊らされていた。
初登場の第四部ではアマゾンの伝説の戦士・アマゾネスの血を引く四姉妹を名乗る悪ガキたちで、魔法の玉の「アマゾン・ストーン」を武器にした。アマゾネス・カルテットのコスチュームはサーカス風のビキニで、初代テレビアニメ『SuperS』では放送コードで『生足がダメ』だったのでタイツを着用し、ミュージカルではさらに露出を抑えた衣装だが、『Eternal』では原作準拠の生足になった。最終決戦でセーラーサターンに洗脳を解かれると、アマゾン・ストーンがセーラークリスタルに変化してセーラー戦士の姿になり、ちびうさが一人前になる日を待って再び眠りについた。原作第5部ではセーラーちびムーンの守護戦士として登場。30世紀から窮地に陥ったセーラームーンたちの救援に現れ、戦いの結末に立ち会ってセーラーコスモスの正体を知る。
『SuperS』ではセーラー戦士の設定は除外されて、「大人になることを拒んでネヘレニアに従う普通の少女たち」として登場。夢の世界で遊んでいた時に偶然ネヘレニアの封印を解いてしまい、魔力の源にもなる夢の結晶の玉を与えられて仲間になっている。毎回目をつけたターゲットに、ビリヤードの要領で「玉突き」をし、ゴールデンミラーの持ち主を探した。終盤ではペガサスを救ったちびムーンに感化されてセーラー戦士と和解し、夢の結晶の玉を自ら砕いたが不思議な力は完全に消えず、ネヘレニアからゴールデン・クリスタルを一時的に奪い返すなどの活躍を見せ、ちびムーンにエナジーを捧げたエリオスを助けたことを示唆した。戦いが終わった後はちびうさとエリオスの別れを離れた場所で見守り、「縁があったらまた会える」と言いながら去っていくが、その後の『セーラースターズ』にはちびうさもカルテットも登場しない。
ミュージカル版では、バンダイ版『決戦 / トランシルバニアの森』に「セマエル・カルテット」として登場し、セーラーカルテットに覚醒してセーラーちびムーンをサポートした。ネルケミュージカル版には未登場。
セーラーセレス
声 - 天野由梨 / 上田麗奈
演 - 江口潮里、本間理紗（ミュージカル版）
小惑星セレス（ケレス）を守護に持つ戦士。長女。デッド・ムーンに操られ、アマゾネス・カルテットの花使いセレセレと名乗っていた。ピンク色の髪を奇抜なツインテールに結い上げ、黄色いリボンの髪飾りをつけた色白の少女。目の色とコスチュームの色はピンクだが、魔法の玉の色は黄色。セーラー戦士の姿のコスチュームの色はピンクで、胸のリボンの色は金青。
一人称は「わたくし」や「あたくし」で、語尾は「ですわん」。武内の原案コメントによると「お嬢様風の上品な言葉遣いだが、毒舌で底意地が悪い」。
初代テレビアニメでは高飛車で美容意識が高く、花の香りで仲間を眠らせて出し抜いたことがある。配下のレムレスの名前は全員共通で「夢喰い○○嬢」。
セーラーパラス
声 - 豊嶋真千子 / 諸星すみれ
演 - 西島来美、佐伯聖羅（ミュージカル版）
小惑星パラス（パラス・アテナ）を守護に持つ戦士。次女。アマゾネス・カルテットの玉乗りパラパラと名乗っていた。水色の髪をシニヨンに結い上げ、玉のぶら下がった髪飾りをつけた色白の少女。目の色とコスチュームの色は水色。セーラー戦士の姿のコスチュームの色は水色で、胸のリボンの色は青。
一人称は「パラパラ」。特殊な術を数多く使用でき、アマゾネス・カルテットの中では一番力が強い。武内の原案コメントによると「泣き虫で子供っぽい」。
初代テレビアニメでは4人の中で最も幼く、幼稚な言葉遣いで子供のような遊びを好むが、無邪気さ故の残酷さも併せ持つ。デッド・ムーンの他のメンバーと異なり、複数のターゲットから一度に夢の鏡を取り出す戦法を用いる。また、配下のレムレスに「〜娘」や「〜嬢」の呼び名がついていない。
セーラージュノー
声 - 渡辺久美子 / 原優子
演 - 笘篠ひとみ、安島丹希 （ミュージカル版）
小惑星ジュノー（ユノ）を守護に持つ戦士。3女。アマゾネス・カルテットの軽業師ジュンジュンと名乗っていた。緑色の髪を奇抜なトリプルテールに結い上げた、浅黒い肌の少女。目の色とコスチュームの色は緑。セーラー戦士の姿のコスチュームの色は黄緑で、胸のリボンの色はレッドブラウン。
ボーイッシュで男言葉を使い、一人称も「オレ」である。武内の原案コメントによると「下品なヤンキー」。
初代テレビアニメでは他の3人よりも人情味のある姉御肌で、ちびうさの友人の更科九助に跳び箱のコーチをしたり、ペガサスを救うちびムーンの行動に考えさせられる場面があった。配下のレムレスは全員男性型で名前は「夢喰い○○野郎」。
セーラーベスタ
声 - 萩森侚子 / 高橋李依
演 - 鈴木美帆（ミュージカル版）
小惑星ベスタ（ウェスタ）を守護に持つ戦士。4女。アマゾネス・カルテットの猛獣使いベスベスと名乗っていた。アマゾネス・カルテットの団長。赤い髪を高く結い上げた、浅黒い肌の少女。目の色とコスチュームの色は赤。セーラー戦士の姿のコスチュームの色は赤で、胸のリボンの色は紺色。
一人称は「わたし」。武内の原案コメントによると「ジュンジュンよりも色黒で、二番目に背が高い」が、アニメではジュンジュンよりも肌の色は白め。
初代テレビアニメではメンバー最年長で、最も出撃回数が多かった。比較的真面目な性格で目玉焼きの味付けは塩が好み。配下のレムレスの名前は「夢喰い○○娘」。

### キンモク星
太陽系の外側にある惑星で、シャドウ・ギャラクティカに滅ぼされ、丹桂王国のプリンセスと彼女の守護戦士が地球に落ち延びた。
火球皇女（かきゅうプリンセス） / セーラー火球
声 - 玉川紗己子 / 水樹奈々
演 - 吉岡小鼓音、外山愛、岡村麻未（ミュージカル版）
キンモク星にある丹桂王国の第一皇女。モチーフはキンモクセイ。プリンセス・セレニティと同等のパワーを持ち、穏やかで決して争いごとを好まない清楚な美少女。うさぎとよく似た暖かい心を持つ。
赤い髪を中華風のツインテールに結い、赤いアイシャドーと口紅、王冠と金木犀の花飾りや簪、シルクの中華風衣装、花びらの形のロングスカート、かぼちゃパンツを着用している。セーラー戦士の姿はスターライツに似たビキニ服だが、スカート丈は変身前より短く、変身前と同じ王冠とフラットシューズを身につけている。
原作及び新作アニメ劇場版『Cosmos』
「プリンセス火球」と呼ばれている。セーラームーンのような癒しの力と、大きな翼を生やして他のセーラー戦士を宇宙に導く力も持つ。キンモク星（キンモク・スター）の守護戦士・セーラー火球というセーラー戦士に変身する。
ギャラクシアから身を隠すために香炉に変身して公園に落ち、ちびちびに拾われて月野家に持ち帰られた。そして、星野たちが月野家を訪れた際に姿を現す。恋人をギャラクシアに殺されており、うさぎたちとギャラクティカ・パレスに乗り込んだが、スターライツがセーラーφにセーラークリスタルを奪われて取り乱し、セーラーφをセーラームーンと倒したが、背後からセーラーΧの攻撃を受け、うさぎに「戦いが終わらなくてもいい またみんなでめぐりあいたい」と言い残して絶命した。その後、ギャラクシアの傀儡となったセーラーヴィーナスにセーラークリスタルを奪われ消滅する。
初代テレビアニメ『スターズ』
第193話で香炉から解放されて星野たちの前に姿を現し、希望の光の存在をうさぎたちに告げて協力を願い出た。セーラーレッドクロウが暴走させたブラックホールを消し去り、ギャラクシアの攻撃を打ち消すほどの力を持つ。ギャラクシアにスターシードを抜かれて消滅するが、最終話で復活し、スターライツとともにキンモク星へ帰っていった。
ミュージカル
「火球王妃」と呼ばれている。扱いはテレビアニメと同じ。
変身呪文
キンモク・スターパワー! メイクアップ!!（原作第5部、劇場版『Cosmos』）
劇場版『Cosmos』では、オリエンタルな雰囲気漂うサウンドと、キンモクセイや冬牡丹が描かれる。
必殺技
スターライツ・ロイヤル・ストレート・フラッシュ（原作第5部、劇場版『Cosmos』）
「ヒーラー!! メイカー!! ファイター!! わたしに力を!!」と叫んで、左手から出した無数のスターライツ・ロイヤル・カードを一直線につないで敵を斬り裂く。
桂花百花繚乱（原作第5部、劇場版『Cosmos』、ミュージカル）
金木犀の花吹雪を体に舞わせた後、敵にぶつける技。
劇場版『Cosmos』では、両手から金木犀の花吹雪をまとった薄赤色のビームを放つ。
アイテム
火球の香炉（原作漫画第五部、初代テレビアニメ『セーラースターズ』後半、劇場版『Cosmos』）
火球皇女が姿を変えた赤い香炉。ちびちびが公園で拾い、月野家に持ち帰った。金木犀の香りがする。
スターライツ・ロイヤル・カード（原作漫画第五部、劇場版『Cosmos』）
火球皇女が「スターライツ・ロイヤル・ストレート・フラッシュ」を発動する際に使用するカード。

#### セーラースターライツ
原作第5部及び初代テレビアニメ『セーラースターズ』編、劇場版『Cosmos』に登場。火球皇女に仕える3人の守護戦士で、各自の守護星も存在する。長い後ろ髪をうなじで結んだポニーテールが特徴。セーラーカラーがついたエナメル製のビキニ（原作及び劇場版『Cosmos』は紺色、初代テレビアニメは黒）と、ピンヒールのニーハイブーツ、色違いのアクセサリーを着用している。
流星雨に紛れて地球に飛来し、火球に声を伝えようと少年アイドルグループ「スリーライツ」に変身して、うさぎたちが通う都立十番高校に転入する。原作及び新作アニメ劇場版『Cosmos』では男装の女性だが、旧作アニメ版では男性に変身しており、セーラー戦士になると口調や仕草が女性的になる。男性の姿となったのは、地球でたった1人の女性（プリンセス）を探すには都合が良かったからと星野が説明している。テレビアニメ当初は、未完成の変身および必殺技のバンクシーンが使用され、途中で完成版に差し替えられた。
原作及び新作アニメ劇場版『Cosmos』ではセーラー戦士の正体を知っており、うさぎたちに不吉な運命を予言するタロットを示してシャドウ・ギャラクティカの出現を伝える。うさぎたちと「ギャラクティカ・パレス」に乗り込んだが、忘却の川に飲み込まれて気絶し、セーラーφにセーラークリスタルを奪われて消滅したのを最後に登場しない。
初代テレビアニメ『セーラースターズ』ではセーラー戦士の正体を知らず、火球皇女探しと並行してうさぎたちと学園生活を過ごし、ファイターこと星野光のうさぎへの片思いがストーリーの主軸となった。火球王妃を見つけて母星の仲間の仇を討つことが目的のため、ファイター以外は地球に関心を持たず外部太陽系戦士と対立した。最終決戦では最後まで生き残ってセーラームーンを守り、戦いが終わった後はキンモク星再興のために火球皇女と母星へ帰って行った。
1996年からのバンダイミュージカル『スターズ』と『永遠伝説』では、演者のアドリブからコント・スリーライツを結成し、舞台中コントタイムが設けられるほど好評を博した。コントのネタ合わせに一番時間がかかったらしく、内容は日替わりだが「キンモク星に代々伝わる3人の中で犯人を1人だけ見つけ出す方法」（いわゆるお題クイズ）で犯人探しを行うのがお約束だった。これを踏襲して、2004年の『火球王妃光臨』では、夜天と大気とマネージャーのコントがあった。さらに、2017年のネルケ版ミュージカル『Le Mouvement Final』では、スリーライツのコントが再登場した。
アイテム
セーラーチェンジスター（原作漫画第5部、初代テレビアニメ『セーラースターズ』後半）
セーラースターライツの変身アイテム。原作では羽の飾りのついた五光星のペンダントで、初代テレビアニメではマイクロフォン型。
セーラースターエール（初代テレビアニメ『セーラースターズ』後半）
初代テレビアニメでスターライツが必殺技を使う際に使用する星形のアイテム。エナジーを蓄える際に光を放出しながら激しいリズムを刻む。スターライツはこれを使って星のエナジーを集め、強力な技を使う。最終決戦の際、スターライツの身代わりにギャラクシアの攻撃を受けて壊れた。
決め台詞
星の流れ着くところ、三つの無敵の光あり… セーラースターファイター! セーラースターメイカー! セーラースターヒーラー! セーラースターライツ、参上!（原作第5部、新作アニメ劇場版『Cosmos』）
夜の暗闇貫いて、自由の大気かけぬける、三つの聖なる流れ星… セーラースターファイター! セーラースターメイカー! セーラースターヒーラー! セーラースターライツ、ステージ・オン!（テレビアニメ172話から175話まで）
172話から175話までは「ステージ・オン!」の部分が「見参!」だった。
星野 光（せいや こう） / セーラースターファイター
声 - 新山志保 / 井上麻里奈
演 - 片山沙有里、秋山千夏、春川芽生（ミュージカル版）
スリーライツのヴォーカルを担当、セーラースターライツのリーダー格。爽やかなスポーツマンで、紺色の長い髪をベリーショート風に束ねている。目の色は青で、コスチュームの差し色は水色。セイヤの一人称は「オレ」または「ぼく」（初代テレビアニメのみファイターの時は「あたし」）。
武内の原案によると、地場衛と天王はるかを足して2で割ったイメージ。流れ星のような速い動きと抜群のパワーで戦う彼女は、セーラースターライツの3人の中で最も高い戦闘力を持つ戦士。
赤いスーツのステージ衣装に「太陽」を表す赤い薔薇をつけている。ファイターの姿ではベルトチョーカーとベルトタイプの腕輪をつけている。キーワードは「真剣」、テーマカラーは「ネイビー」、私服のイメージは「ドーベルマン」、容姿のモデルはジェニー・シミズ。
原作及び新作アニメ劇場版『Cosmos』
クールで物静かな性格。うさぎによると、衛に声と目が似ている。うさぎを慰めるためにポストカードを送ったり、うさぎと屋上で2人きりになって火球へのメッセージを込めた『流れ星へ』を歌い、敵に正体を気付かれてしまう。うさぎとは単なるクラスメイトだが、火球王女にどこか似たうさぎを気にかけ、傷心中のうさぎの手のひらと口元にキスし、呟いた独り言の『銀河一身分違いな片思い』は、テレビアニメ版のキャラクターソングのタイトルにもなっている。
初代テレビアニメ『セーラースターズ』
『セーラースターズ』のヒーロー。少し子供っぽいが情熱的な熱血漢。一目惚れしたうさぎに一途な思いを寄せて行動を共にする。初期の衛のようなサングラスをかけたり、うさぎを「お団子（頭）」と呼んでからかった。うさぎには腐れ縁と呼ばれ、かつての衛を思い起こされながら反発されていた。
うさぎの衛への気持ちを知りながら「オレじゃだめか」と告白したこともある。火球皇女を探しながら地球を守りたいと思っているが、仲間には反対された。みちるにちょっかいをかけたことで、はるかと犬猿の仲になるが、ギャラクシアに倒されたウラヌスにセーラームーンを守ることを託される。戦いが終わり、戻って来た衛にうさぎを託して地球を離れた。
うさぎには「セイヤ」と呼び捨てで呼ばれている。サブタイトルでは他の2人の名前は普通に漢字表記だが、星野だけは「セイヤ」と片仮名表記されている。原作漫画ではカタカナのルビが振られている。
ミュージカル
原作寄りのクールな性格。「永遠伝説」ではコント・スリーライツのツッコミ担当で、文化祭ではうさぎとデュオをした。『火球王妃光臨』ではコントに参加せず、持ち歌の『Chasin' After You』ではボーカルのみでなく、サックスの生演奏を披露（二代目星野役の秋山千夏がテナーサックスの演奏を得意とするため）。
プロフィール
年齢：16歳
誕生日：7月30日
星座：獅子座
血液型：A型
好きな食べ物：ハンバーガー
好きな教科：体育
苦手な教科：古典
趣味：アメリカンフットボール
好きな言葉：清廉潔白
クラブ：アメフト部
変身呪文
ファイター・スターパワー! メイクアップ!
決めゼリフ
闇を切り裂く、さすらいの流れ星… セーラースターファイター!ステージ・オン!
必殺技
スター・シリアス・レイザー
原作では右手のひらから一筋のレーザービームを放つ攻撃。
初代テレビアニメ版『セーラースターズ』では右手の人差し指を振り上げて星型のエネルギーを蓄え、敵に向けてレーザー光線を放つ必殺技。一筋の激しい閃光が放たれ敵に直撃する描写が多く見られる。第188話以降はセーラースターエールを使って技の威力が上昇する。
新作アニメ劇場版『Cosmos』では、右手の人差し指を激しい閃光を生み出し、敵に向けて無数のレーザービームを発射する。
大気光（たいき こう） / セーラースターメイカー
声 - 津野田なるみ / 早見沙織
演 - 小野妃香里、中山旦子、立道梨緒奈（ミュージカル版）
スリーライツの作詞作曲を担当。ギター、キーボードもこなす。三人で一番背が高く、中性的な顔立ちで、茶色の長い髪を七三分け風に束ねている。目の色とコスチュームの差し色は紫。一人称は「わたし」。作戦を立てるのがうまく、単純な力技や格闘戦で能力を発揮する戦士。
黄色いスーツのステージ衣装に「月」を表す白い薔薇をつけている。メイカーの姿では3連チョーカーとはめ込み式の腕輪をつけている。キーワードは「やさしさ」、テーマカラーは「茶色」、私服のイメージは「ヒョウ」。サングラスや伊達眼鏡を愛用している。
冷静沈着なブレーン役で、亜美と学年同率一位に並ぶほどの秀才。武内の原案によると「宝塚100%で、冥王せつなを無口でクールにしたイメージ」。
初代テレビアニメ『セーラースターズ』
保守的な性格。他人をさん付けで呼び、うさぎたちにも「大気さん」と呼ばれている。
火球皇女が見つからない焦りから外部戦士と対立したり、星野を結果的に怪我させたセーラームーンに「もう会うな」と冷たい態度を取ったこともある。
読書好き。ドライな面があり、当初は夢やロマンを否定することもあった。水野亜美との関わりが深く、亜美を「水野君」と呼んだ。
ミュージカル
バンダイ版ミュージカル版では軟派で飄々とした性格。『スターズ』と『永遠伝説』では同じボケ担当の夜天に便乗して星野を振り回す。『火球王妃光臨』では夜天に突っ込まれるボケ担当。
プロフィール
年齢：16歳
誕生日：5月30日
星座：双子座
血液型：AB型
好きな食べ物：お寿司
好きな教科：古典
苦手な教科：なし
趣味：読書、詩の暗唱
好きな言葉：人生はドラマ、人はみな同じ
クラブ：文芸部
変身呪文
メイカー・スターパワー! メイクアップ!
決めゼリフ
闇を切り裂く、さすらいの流れ星… セーラースターメイカー! ステージ・オン!
必殺技
スター・ジェントル・ユーテラス
原作では頭上に手のひらをクロスさせ、両腕の間から球体状のエネルギー弾を放つ攻撃。
初代テレビアニメ版では手のひらを合わせて星型のエネルギーを生成し、左手から球体状の光弾を放つ必殺技。複数の光の玉で敵を倒すほか、威力を抑えることで援護にも使える。第189話以降はセーラースターエールを使って技の威力が上昇するほか、無数の光の玉を連射出来る。
劇場版『Cosmos』では、振り上げた両手の間に風の刃の纏う紫色の光の玉を生み出し投げつける。
夜天 光（やてん こう） / セーラースターヒーラー
声 - 坂本千夏 / 佐倉綾音
演 - 奥山桃子、多部未華子、松田彩希（ミュージカル版）
スリーライツのキーボード（アレンジ）を担当し、ファッションモデルもしている。三人で一番背が低く、ベビーフェイスの顔立ちで、銀色の長い髪をショートボブ風に束ねている。目の色とコスチュームの差し色は黄緑。使命感がとても強く、スピードと冷静な判断力で戦う戦士。うさぎたちに「夜天くん」と呼ばれている。
青いスーツのステージ衣装に「星」を表す黄色い薔薇をつけている。ヒーラーの姿では交差したチョーカーと三本の腕輪をつけている。キーワードは「繊細」、テーマカラーは「グレイ」、私服のイメージは「カメレオン」。
原作及び劇場版『Cosmos』
夜天・ヒーラー共に一人称は「僕」。外面がよくファンサービスには旺盛。実は超の付く根暗・陰険・神経質・ナルシストで、根に持ちやすいが繊細な性格。
初代テレビアニメ『セーラースターズ』
ヒーラーの時だけ一人称は「アタシ」になる。セイヤと対照的に冷めた性格。3人の中でもっとも地球人（特に女子）を嫌い、もらったラブレターを読まずに捨てるほどだが、動物のルナには心を開いていた。
愛野美奈子との関わりが深く、美奈子のアイドルオーディションの審査員をしたこともある。火球皇女を探す焦りから外部戦士と対立したり、セーラームーンに冷たい態度を取ったこともある。しかし、戦いを経て徐々に和解していった。
ミュージカル
『スターズ』と『永遠伝説』では女好きで子供っぽいお調子者。ボケ担当で『永遠伝説』では探偵や犬のヤッシーに変装する。『火球王妃光臨』では大気に突っ込むツッコミ担当。
プロフィール
年齢：16歳
誕生日：2月8日
星座：水瓶座
血液型：B型
好きな食べ物：キャビア
好きな教科：美術
苦手な教科：体育
趣味：カメラ
好きな言葉：百花繚乱
苦手な物：努力
クラブ：帰宅部
変身呪文
ヒーラー・スターパワー! メイクアップ!
決めゼリフ
闇を切り裂く、さすらいの流れ星… セーラースターヒーラー! ステージ・オン!
必殺技
スター・センシティブ・インフェルノ
原作では振り上げた左手の指先から光のエネルギーを広範囲に射放つ攻撃。
初代テレビアニメ版では右手に星形のエネルギーを生成し、両手を構えて電撃状の光線を放つ必殺技。広範囲に放つことができる電撃で敵をしびれさせ、敵をはね飛ばす。第186話以降はセーラースターエールを使って生み出した大きな放電球を敵にぶつける。
劇場版『Cosmos』では、右手に生み出した閃光を大きな放電球に変えて組み合わせた両手から放つ。

### その他のセーラー戦士
原作第5部、劇場版『Cosmos』に名前だけ登場する。セーラーギャラクシアによってセーラークリスタルを奪われた様子で、母星を滅ぼされる。初代テレビアニメには未登場。
セーラーチュウ
チュウ星を守護に持つセーラー戦士。
セーラーマーメイド
マーメイド星を守護に持つセーラー戦士。
セーラーコロニス
火星を守護するフォボス、ディモスたちの母星・コロニス星を守護に持つセーラー戦士。
フォボスとディモスがセーラーコロニスの名前を出した際に、1コマだけ後姿が描かれている。セーラーマーズに似た長い黒髪の持ち主であり、コスチュームは背中部分に交差したリボンがあしらわれている。
セーラーマウ
ルナやアルテミスたちの母星・マウ星を守護に持つセーラー戦士。

### 実写版のみ登場したセーラー戦士
セーラールナ
演 - 小池里奈
「幻の銀水晶」の影響で人間の少女になれるようになったルナが変身する、愛と小さき者のセーラー服美少女戦士。青紫色のコスチュームに黄色いリボンをつけている。ちょこまかと動き回って敵を撹乱し、「ムーンライト・スティック」で戦う（武内直子の原案には「ルナ・ロッド」という専用武器が存在する）。
ムーンライト・スティックはハリセン、金のハリセン、猫形網に自由変化する。離れた場所にいる敵を探知する特異能力も持つ。戦闘力は低く、敵の攻撃を受けるとルナの姿に戻ってしまう。
変身呪文
ルーナ・プリズムパワー! メイクアップ!
必殺技
ルーナ・シュクル・キャンディ
ムーンライト・スティックから無数のキャンディ状のエネルギー光弾を放ち敵を倒す強力な必殺技。
ダークマーキュリー
演 - 浜千咲
セーラーマーキュリーがクンツァイトに操られ、ダーク・キングダムの手先にされた姿。「ダークパワー・メイクアップ」で変身する。青と黒の刺々しいコスチュームになっている。
氷の剣を生成して戦う。戦闘力も上がっており、セーラーヴィーナスを上回る強さを持つ。なお、雑誌などではハープと弓のような武器の存在が確認されているが、本編では未使用。
プリンセス・セーラームーン
演 - 沢井美優
うさぎの前世のプリンセス・セレニティがセーラー戦士として蘇った姿。「幻の銀水晶」の力で増幅された悲しみに突き動かされ、エンディミオン以外の者は一切目に入らない。月野うさぎの怒りや悲しみが制御しきれなくなった時にその体を乗っ取り、立ちふさがる者の全てをなぎ払う凄まじい力を振るう。
音に治癒効果がある竪琴と聖剣に変形する「プリンセス・ハープ」が武器。聖剣には星を吹き飛ばすほどの力があり、敵のあらゆる攻撃を弾き、五芒星型の大型光弾や衝撃波を放つ他、数人の月の僕を作り出すことも可能。
セーラーアスタルテ
演 - 細田阿也
バンダイ版ミュージカル『決戦 / トランシルバニアの森』及びその続編的な『決戦 / トランシルバニアの森・改訂版 〜ダークカインの謎〜』の2作のみに登場したセーラー戦士。
通常は水星より内側の軌道を巡る未発見惑星を指すが、作品内設定では太陽の反対側にあるため地球からは見えないとされる惑星バルカンの守護を持つ、謎に包まれたセーラー戦士。ベースカラーはチョコレート色（明るい茶色）。
人間としての名前は「柴・新月・アスタルテ（しば・しんげつ・あすたるて）」。作品内設定では紀元前3000年からの歴史をもつ地中海の古い民族・フェニキア人とのハーフ。うさぎたちの高校に転校してきた。
必殺技はソロモン・バーサスとソロモン・ジハード。後者は聖剣「セマエルの剣」を一撃で砕くほどの力をもつ。
善と悪の多重人格であり、リリスやダークカインなどの悪の勢力に操られる。醜い世界を破壊する力をもち、万物に君臨し宇宙を治める「真の月の女神」としてリリスたちに崇められるが、それは「セーラームーンにも匹敵する」とされる彼女のパワーを利用するためダークカインが彼女の精神を乗っ取っていたからであった。
ドラクルの館の戦いで突如に登場し、セーラー戦士たちを危機から救ったが、その後はセーラー戦士たちに戦いを挑んだ。最後に浄化されたが、柴・新月・アスタルテ=セーラーアスタルテ自身は結晶化、スターシードとなる。

## セーラー戦士の合体技
スターダスト・ストリーム・アタック（初代テレビアニメ第1期21話）
ムーン、マーキュリー、マーズの3人の合体技。ただし劇中では技名の呼称はされていない。ムーン・ティアラ・アクションにシャボン・スプレーとファイヤー・ソウルを合体させる。
セーラー・テレポート（原作漫画、アニメ）
初代テレビアニメ第1期ではムーン、マーキュリー、マーズ、ジュピター、ヴィーナスの5人が揃わないと使用不可だが、原作では全員が個人単位でテレポート可能。セーラー戦士全員が心をひとつにすれば、思った場所へ（敵が張った結界の内側へも）瞬間移動できる。
セーラー・プラネット・パワー（初代テレビアニメ『R』）
ムーン、マーキュリー、マーズ、ジュピター、ヴィーナスの5人が手をつないで輪になり、守護星パワーを集中させて光の柱を作る必殺技。ムーンを除いた4人でも使用できるが、パワー不足になる。
セーラー・プラネット・アタック（原作漫画、アニメ、実写全てに登場）
初代テレビアニメ版ではムーン、マーキュリー、マーズ、ジュピター、ヴィーナスの5人が第二期以降で使用した。原作ではムーンを除いた4人が第一期で、実写ではマーズを除いた4人が使用した。ムーン、マーキュリー、マーズ、ジュピター、ヴィーナスの5人がそれぞれの守護星パワーを高め、一斉に強力なエネルギー波を放つ。初代テレビアニメ第3期102話ではカオリナイトにある程度のダメージを与えたものの、致命傷には至らなかった。
新作アニメ『Crystal』版では一斉に両手で強力な光弾状のオーラを放つ技で、浄化技にもなっている。
セーラー・スペシャル・ガーリック・アタック（初代テレビアニメ『SuperS』TVスペシャル『ちびうさの冒険！恐怖、吸血鬼の館』より）
マーキュリー、マーズ、ジュピター、ヴィーナス4人の技。技名こそカッコイイが、実態は4人で敵を取り囲んでニンニクたっぷりの焼肉を食べた口臭を吹きかけるというもの。相手がヴァンパイアだったために効果は抜群で、ムーンとちびムーンも困惑気味であった。なお、焼肉は衛の奢り。
なお、原作にあたる「ちびうさ絵日記」第1話では覚醒前のちびうさが「にんにくこーげき」としてほぼ同様の技を放っている。
ムーンライト・アトラクティブ・アタック（実写）
ムーン、マーキュリー、マーズ、ジュピター、ヴィーナスの合体必殺技。四守護神が交互にセーラースタータンバリンを叩き鳴らし、作り出した四色のリボン状のエネルギーをセーラームーンのムーンライト・スティックへ収束させ、一斉に強い光の波動を放つ。四守護神のうち1人が欠けても使用可能。
ギャラクティカ・ゲイル（原作第五部、新作アニメ劇場版『Cosmos』）
ギャラクシアに操られた四守護神による合体技。
劇場版『Cosmos』では、放出された四色のビームが螺旋状になってエターナルセーラームーンを攻撃する。

### 他のセーラー戦士の合体技
アマゾネス・ジャングル・アロー（原作第五部、新作アニメ劇場版『Cosmos』）
セーラーカルテットの合体技。4人の守護星パワーを集中させ敵にぶつける。
スターライツ・フュージョン・テンペスト（ミュージカル）
スターライツの合体技。『永遠伝説』と『火球王妃降臨』で使用した三位一体の技。

### 他のセーラー戦士を含めた合体技
シルバー・クリスタル・パワー（初代テレビアニメ劇場版『S』）
ムーン+四守護+外系三戦士+ちびムーンの合体技。8人のセーラー戦士が手をつないで愛と友情の力をスーパーセーラームーンに注ぎ、銀水晶から強力な銀色の光線を放つ伝説の必殺技。全員のコスチュームも銀色に光り輝く。
セーラー・プラネット・パワー・メディテイション（原作第4部、新作アニメ劇場版『Eternal』）
四守護+外系三戦士の合体技。基本動作とバージョンは旧作アニメ版のセーラー・プラネット・アタックと同じようにセーラー戦士たちが手をつないで跪き、守護星パワーを召喚して上空に光の柱を放出する。
ピンク・レディース・フリージング・キッス（原作第五部、新作アニメ劇場版『Cosmos』）
ちびムーン+セーラーカルテットの合体技。守護星パワーで敵を凍結させる。
ギャラクティカ・プラネット・アタック（原作第5部、新作アニメ劇場版『Cosmos』）
ギャラクシアに操られた四守護+外系四戦士の合体技。
劇場版『Cosmos』では、エターナルセーラームーンを囲んで片腕を上げ、強力な虹色の光の柱を立ち上げる。
セーラー・コスモス・アタック（ミュージカル『永遠伝説』）
ムーン+四守護+外系四戦士+スターライツの合体技。エターナルセーラームーンがシルバームーン・クリスタル・エターナル・パワーを解放し、9戦士とスターライツの全員が一斉に力をこめて強力なエネルギー波を放つ。

## 主人公の運命に深く関わる人たち
クイーン・セレニティ
声 - 土井美加 / 小山茉美 / 沢海陽子（実写ドラマ版）
演 - 沢井美優 / ジェイミー夏樹
うさぎの前世の母親。物語開始時点ですでに故人。太陽系を統べる月の王国「シルバー・ミレニアム」の前女王。月の女神セレーネの化身。長い銀髪をお団子ツインテールに束ね、妖精の羽と純白のマーメイドドレス、ガラス玉のような銀の瞳を持つ美しい女性。うさぎの容貌は彼女譲りである。外見年齢は18歳 。「セレニティ」は月の晴れの海の「晴れ」を意味する英単語で、高貴な女性への尊称でもある。
月の力を持つ「幻の銀水晶」の白い輝きで地球を闇から守っていたが、クイン・メタリアに操られた地球国にシルバー・ミレニアムを滅ぼされ、命を代償に「幻の銀水晶」の力を解放してメタリアを封印し、命を落とした娘たちを未来の地球に転生させた。しかし、娘の死で心が弱っていたためにメタリア封印は不完全だった。月のホストコンピュータに記憶をインプットしており、シルバー・ミレニアムの廃墟に来たセーラー戦士の前にホログラム映像で現れ、娘の来世であるセーラームーンに月の王家の使命を伝える。
原作第4部によると生まれたばかりの娘を呪ったネヘレニアを鏡の中に封じていた。原作第5部のガーディアン・コスモスによると、セーラームーンよりも先にギャラクシーコルドロンにたどり着いていたとのこと。
祭司エリオス
声 - 松野太紀 / 松岡禎丞 / 山口勝平（ミュージカル版）
演 - 平山ひかる（ミュージカル版）
原作第4部、初代テレビアニメ『SuperS』、新作アニメ劇場版『Eternal』に登場。地球の心臓部の「聖地エリュシオン」を管理する祭司の少年。初登場時は黄金の角を持つペガサスに変身した。デッド・ムーンに呪われたエリュシオンを救う「乙女」を探し、夢の中でちびうさに接触して呼び鈴の「クリスタルカリヨン」を授けた。白い祭服、白い髪に金の瞳を持つ。武内の原案によると外見設定は中学生くらいの年頃のプリンス・エンディミオン。ネヘレニアによって鳥かごの中に囚われていた。
原作漫画・新作アニメ『Eternal』
エリュシオンと命を共有し、プリンス・エンディミオンの守護祭祀でもある。地球を内側から守るエリュシオンのエリオスと外側から守るゴールデン・キングダムのエンディミオンで役割を分担し、エンディミオンの来世である衛と地球を祈りの力で守護していた。ちびうさへの愛称は「小さな乙女」。シルバー・ミレニアムの護りを失って弱体化したエリュシオンをネヘレニアに狙われ、黒バラの呪いを受けた。
黒バラの呪いの第二段階でペガサスに変身したが、地球とエリュシオンを救う「『ゴールデン・クリスタル』の封印を解く乙女」を探すという啓示に従って地上に向かい、ちびうさの夢の中で助けを求めた。エリュシオンに残された力でうさぎと衛の黒バラの呪いを解き、地上の人々を守ってエナジーを使い果たすが、エターナルちびムーンのキスで目覚める。シルバームーン・クリスタルとゴールデン・クリスタルの浄化が終わると、白馬に乗って地上に案内した。自らに啓示を授けた月の王女の正体を未来のちびうさと知り、自分にとっての「乙女」はちびうさだと確信する。
初代テレビアニメ『SuperS』
元からペガサスと人間の両方の姿を持つ。地上の人々の美しい夢を守護する楽園・エリュシオンに仕え、人々の美しい夢を見守りながら「ゴールデン・クリスタル（黄金水晶）」を守護する使命を持つ。ちびうさへの愛称は「僕の乙女」か「ちびうさちゃん」。ネヘレニアによると美しい夢の中でしか生きられない。
暗黒の夢を持つネヘレニアの求愛を拒絶して地上に意識だけを飛ばし、ゴールデン・クリスタルの力を解放する人間を探していた。美しい夢を持ったちびうさの「夢の鏡」に隠れ、ちびうさの夢の中に現れたり、通信アイテム「スタリオン・レーヴ」を与えた。セーラー戦士にスーパー変身の力を授け、デッド・ムーンを裏切ったアマゾントリオに夢の鏡を与えたり、パラパラの術で大人になる夢を叶えたちびうさを諫めた。
ネヘレニアにちびムーンが宿主とバレて夢の鏡から引きずり出され、ゴールデン・クリスタルを奪われて囚われの身になるが、ちびムーンに救出された。眠りの呪いをかけられたちびムーンに残りのエナジーを唇越しに注ぎ込み、ネヘレニアとの戦いが終わると、ペガサスの姿に戻ってエリュシオンに帰っていった。
ミュージカル
バンダイ版ではレーザーライトとアニメで表現されたペガサスの姿のみが登場する。ネルケ版ミュージカルでは人間の姿で登場し、ネヘレニアに操られてタキシード仮面に救助される。
メナード
エリュシオンに仕える2人の巫女たち。彼女たちが眠っていた水晶は聖地を浄化する力がある。テレビアニメ未登場。
ちびちび / セーラーちびちび
声 - 三石琴乃 / 三石琴乃
演 - 川崎真央、足助美岐子、後町有香、堀田実那、山口陽愛、新津ちせ（ミュージカル版）
原作第5部、旧作アニメ『セーラースターズ』編に登場。セーラーちびちび（原作・『Cosmos』。テレビアニメでのセーラー戦士名はセーラーちびちびムーン） に変身する謎の幼女。
幼児用のセーラー服を着ており、濃いピンクの髪をハート型のシニヨンがついたツインテール（髪が短いのでほとんどシニヨンのみ）に束ねている。
うさぎも知らない内に、うさぎの妹として月野家で暮らしている。まだ幼いので危なっかしいが、それゆえに非常に素直な性格（テレビアニメのうさぎいわく「ちびうさとは大違い」）。しかし星野にケーキをぶちまけた挙句彼の腰タオルを脱がそうとしたり、桐山丈太郎（きりやま じょうたろう、声 - 渡部猛）のコレクションの一つであるアンティーク人形を落として破壊するなどちびうさと別の意味で問題児な面も。普段は「ちびちび」としか話せないが、時折普通に会話することもある。他人のセリフの最後の部分をマネする癖がある。
原作漫画
気が遠くなるような未来で銀河を護る女神となった、セーラームーンの究極の姿にして宇宙最強の戦士・セーラーコスモスが変身した姿（うさぎと同じ「ラムダ・パワー」のオーラを放っていると評されたのはそのため）。勝利しても被害の回復が追いつかない最大の敵・セーラーカオスとの長く孤独な戦いに疲れ、希望を持っていた頃の過去の自分の戦いぶりに救いを求めて過去に逃げ出した。詳しくは月野うさぎの記事を参照。
武内直子は雑誌『Smile』で「ちびちびは未来のセーラームーン」と語っていた。
初代テレビアニメ『セーラースターズ』
カオスに支配されたギャラクシアが逃がしたスターシードの化身、強いて言えばギャラクシアの良心の集合体。銀河に平和をもたらす「希望の光」である。
ギャラクシアを止める力を持つセーラームーンに助けを求め、「封印の大剣」に変身してカオスに完全に取り込まれたギャラクシアを倒して欲しいと頼んだ。最後は善の心を取り戻したギャラクシアと和解した末にともに宇宙に帰っていった。
ガーディアン・コスモス
声 - 北川景子（Cosmos）
ギャラクシーコルドロンに宿るセーラークリスタル「コスモス・シード」の守護星霊。非常に長いストレートの銀髪で、スカートがかぼちゃ状に膨らんだ透明なワンピースドレスを着た女性の姿をしている。コルドロンの海に溶けたうさぎたちに、カオスに宿るカオス・シードとその守護星霊ガーディアン・カオスがコルドロンに溶けて見えないくらい小さくなったことを教えたが、復活も予期した。初代テレビアニメ版『セーラースターズ』では未登場。

## 主人公の周りの人たち

### 月野家
東京都港区麻布十番に居住。極めてごく普通の一家である。原作者である武内直子自身の親族がモデルとなっている。
月野 育子（つきの いくこ）
声 - 高木早苗 / 水谷優子、山崎和佳奈（『Cosmos』）
演 - 森若香織
うさぎの母親で専業主婦。ふわふわの長い髪とエプロン姿が特徴。髪の色は原作漫画と『Crystal』版ではすみれ色（原作イラストではマゼンタピンクに塗られたものもある）、初代テレビアニメ版では青色。普段は穏やかだが、怒ると怖い。うさぎの成績の悪さが頭痛の種であり、テストの赤点に激怒して家から閉め出すこともしばしば。料理が上手で、得意料理はレモンパイ。ちびうさからの愛称は「育子ママ」。
初代テレビアニメ版『SuperS』ではホークス・アイに夢の鏡を狙われている。うさぎと地場衛の仲を応援している。
実写ドラマ版は原作やアニメとは異なり、テンションの高いイケイケな楽天家ママ。うさぎの成績をあまり気にしておらず、うさぎとの仲は良好である。いつも奇妙な色合いの料理を作っている。
原作では全ての章に登場しているが、初代テレビアニメ版の『S』および劇場版『Eternal』には未登場。
月野 謙之（つきの けんじ）
声 - 真地勇志 / 真殿光昭
演 - 田﨑竜太
うさぎの父親で雑誌記者。眼鏡をかけて黒髪をオールバックにしている。とても優しい性格だが妻の尻に敷かれ気味。ちびうさからの愛称は「謙之パパ」。
初代テレビアニメ版では二代目フォルクスワーゲン・ゴルフGTIを愛車にしている。娘のうさぎに悪い虫がつくことを心配しており、うさぎに彼氏ができたと思っただけで動揺するほど。衛には苦手がられている。親バカだが、体重を気にするうさぎに不摂生を指摘することもある。
実写ドラマ版では本編では登場せず、特別編でうさぎと衛の結婚式のシーンのみ登場する。
月野 進悟（つきの しんご）
声 - 川島千代子 / 劉セイラ
演 - 武子直輝
うさぎの弟で十番小学校に通う小学5年生（初登場時）。やんちゃで生意気な性格だが、かなりしっかりした性格でクラスの人気者。うさぎをバカにしており、しょっちゅう姉弟ゲンカしている。セーラームーンの大ファンを公言しているが、「セーラームーンがバカうさぎなんて、絶対にありえない!」と斬り捨てている。
原作第5部および初代テレビアニメ『セーラースターズ』には登場しないため、中学の進学先は不明。新作アニメ劇場版『Cosmos』では終盤で両親やルナと共に戦いを終えたうさぎを出迎えるが、進学先については言及されていない。
ゲーム版『Another Story』では、セーラームーンに恨みを持つオポシティオ・シンに攫われてしまう。セーラー戦士たちにとっても弟のような存在らしい。
初代テレビアニメ
当初は猫が嫌いでルナを嫌っており、第5話ではシャネーラを飼った結果、エナジーを吸い取られて妖魔イグアーラに操られるが、セーラームーンに浄化された。この一件からセーラームーンの大ファンとなり、セーラームーンの助言を受けてルナと仲良くするようになる。ガールフレンドに人形作家の香山美香がいる。第1期では進悟とうさぎの姉弟がメインになる話も多かったが、第2期でちびうさが登場してからは出番が減ってしまう。第4期『SuperS』では、ちびうさと一緒にテストで良い点を取って育子に褒められたり、姉の友人でありながら正反対の性格を持つ亜美に憧れてタイガーズ・アイから守ろうとした。衛をうさぎの彼氏と気付いている。

### 水野家
亜美の母親 / 水野 冴子（実写ドラマ版）
声 - 進藤尚美（Eternal）
演 - 筒井真理子
医者であり、亜美が医者を目指しているのも彼女の影響である。裕福な家庭であり、ダイヤをたくさん持っている。仕事で家庭が疎かになりがちなことを申し訳なく思っている。原作第4期および劇場版『Eternal』に登場するが、初代テレビアニメ版では劇場版『SuperS』のオープニングに後ろ姿のみの登場。
実写では亜美とのエピソードが存在し、母親との関係がより掘り下げられている。
亜美の父親
声 - 掛川裕彦（Eternal）
画家であり、のんびりとした生活を好み亜美の母親とは離婚をしている（亜美曰く「何もかも合わなかった」とのこと）。現在はアトリエに籠っているらしく、亜美の誕生日にはいつも絵はがきをプレゼントしている。亜美に水泳とチェスを教えたようで、彼が会員のプールに亜美はよく訪れている。
原作漫画ではシルエットで描かれており、眼鏡をかけている様子。新作アニメ『Eternal』でははっきりと顔が描かれている。初代テレビアニメでは『SuperS』で話題には出るが、姿は見せない。

### 火野家
火野宮司
声 - 西村知道 / 掛川裕彦
レイの母方の祖父で、火川神社の宮司。多忙なレイの両親に代わってレイの面倒を見てきた。原作・『Crystal』と初代テレビアニメ版では人物像が大幅に異なる。実写ドラマ版には未登場。
原作漫画
1部・4部・番外編『カサブランカ・メモリー』で少しだけ登場するが、髪の毛と口髭があるダンディな老人。しかし、うさぎたちをナンパしたりと旧作アニメ版に近いお茶目な一面もある。
新作アニメ『Crystal』シリーズでは劇場版『Eternal』にて原作準拠の容姿と設定で初登場する。
初代テレビアニメ
禿頭の小柄な老人で、美人に目がないイケイケな性格。諸事情から経営難に陥り、新しい仕事に取り組むこともある。老若男女問わず人をナンパして神社のバイトに誘い、ジェダイトや雄一郎を雇い入れた。
第30話では藍色の虹水晶で封印された妖魔七人衆の生まれ変わりと判明する。レイ同様の霊感の持ち主で、一度はフォボス&ディモスの加勢もあって、虹水晶を狙ってきたゾイサイトを追い返すが、その影響で精神が不安定になり、妖魔にされた後でセーラームーンに浄化されて元に戻った。
なお、後述の熊田雄一郎とセットで初代テレビアニメ『S』編では第99話、『SuperS』編では第136話の各1話ずつしか出てきていないが、エンディングにおける一連の「声の出演」表示時における役柄の表示方法が前者では「レイの祖父」であるのに対し、後者では「お爺ちゃん」の表記になっている。
フォボス&ディモス
声 - なし / 田口奏弥（フォボス）、山根綺（ディモス）
レイが火川神社で飼っている2羽のカラス。とても頭がよくレイを守ったり、レイが変身するセーラーマーズにも従った。
原作漫画
実はセーラーマーズの従者。コロニス星出身の双子の少女で、火星の衛星の「フォボス」と「ディモス」を守護に持つ。
第四部と『Eternal』で正体の人間態を現し（フォボスは紫のレオタード、ディモスは赤いレオタード）、セーラーマーズに「マーズ・クリスタル」を授けた。第五期によるとコロニス星の出身で、訓練生時代の同僚・セーラーレッドクロウにセーラークリスタルを抜かれて消滅したのを最後に登場しない。
初代テレビアニメ
普通のカラスとして登場する。アニメイトカセットコレクションの作中でレイが「フォボスが彼氏」と言っている。
レイの父親 / 火野 隆司（実写ドラマ版）
演 - 升毅
政治家。かなりの仕事人間で、レイとは不仲。レイが家を出てからは、年に一回会って食事をしている。アニメ版には未登場。
実写では妻の死に目にも現れず、妻が亡くなった後はレイを火川神社に預けたため、レイとは不仲で、彼女の男嫌いの原因になっていた。その後、妻の墓参りには何度も訪れていることを知ったレイとある程度は和解した。
レイの母親 / 火野 リサ（実写ドラマ版）
身体が弱かったため、レイが小さい頃に病死している。レイによく似ていたらしい。アニメ版では未登場。
実写版ではリサという名前と、カトリック式の墓が登場する。

### 学校

#### 区立十番中学校
うさぎ、亜美、まことが通う中学校。
大阪 なる（おおさか なる）
声 - 柿沼紫乃 / 佐藤聡美
演 - 河辺千恵子
うさぎの親友。愛称は「なるちゃん」。頭がよくしっかり者。茶髪のウェーブセミロングヘアに、青いリボン（テレビアニメでは緑色）をつけている。実家は宝石店「Osa-P」のお嬢様。セーラー戦士以外で唯一誕生日（1月1日）を設定されており、土萠ほたると同じ山羊座（守護星は土星）にあたる。
原作漫画第2部や初代テレビアニメ『R』ではうさぎが隠し事をしていると気付いているが、その後はうさぎの秘密に触れない。
原作漫画・新作アニメ『Crystal』
第3期以降ほとんど出番がないが、原作第5期・劇場版『Cosmos』では十番高校に進学し、はるか達と一緒に昼食をとっている様子が描かれている。
初代テレビアニメ
幼馴染にテニス部エースの西園寺瑠衣がいる。ダーク・キングダム四天王のネフライトの仮の姿「三條院正人」に恋してしまい、正体を知ってもネフライトを信じ続けてセーラームーンの攻撃からも庇った。ネフライトに気持ちが通じて人気のチョコレートパフェを食べに行く約束をするが、第24話でネフライトをゾイサイトに殺されてしまった。横浜の外国人墓地で牧師に愛する人を亡くした悲しみを打ち明けるが、ゾイサイトによって妖魔に変身した牧師に襲われ、自分を守ってくれた海野と付き合うようになった。
エビフライが好物。海野との交際は順調で、『S』では「愛情度コンテスト」で海野とナンバーワンカップルに選ばれている。『SuperS』でタイガーズ・アイに夢の鏡を狙われた時は看護師を目指していた。『R』のブラックムーン編以降から出番が減り、『セーラースターズ』には登場しない。カセットコレクションでは「うさぎのことはよく見ているから分かる」と話している。
幻の銀水晶に近い優しい心を持つということなのか、ネフライトの持つ黒水晶が反応したり、ネフライトに突き刺さった決して抜けないはずの妖魔グレープの棘を素手で半ば引き抜くことに成功した。
PCエンジン版では脱走したネフライトを匿っていたが、ダーク・キングダムにネフライトをさらわれてしまう。なるの将来を案じたネフライトの計らいによって、ネフライトと決別し海野と復縁することになった。
実写ドラマ
亜美にうさぎとの仲を嫉妬され、一時的に不仲になるがその後友情が芽生える。うさぎにセーラームーンの正体だという秘密を打ち明けられ、妖魔と戦ううさぎを応援するエピソードがなされた。
海野 ぐりお（うみの ぐりお）
声 - 難波圭一 / 山下大輝
その名の通り、ぐりぐり眼鏡をかけたオタクの少年。冴えない風貌だが行動力はあり、パソコン通信を使った情報収集能力に特に優れている。各期連載当初の辺りしか頻繁に登場しない。成績優秀だが、登場初期は「テストなんてゲーム」と発言するなど嫌味な性格だった。原作では亜美に眼鏡を外すと美形という想像がされたが、最後まで明かされることはなかった。
原作では第3部、初代テレビアニメでは『SuperS』、『Crystal』版ではデス・バスターズ編を最後に登場しなくなった為、高校の進学先は不明。実写ドラマ版には登場しない。
初代テレビアニメ
「中学生が夜に出歩くのは良くない」と言うなど常識人寄りの性格になっている。当初うさぎに想いを寄せていたが、後にネフライトを亡くした大阪なるのことが気になるようになり、なるを妖魔から守ろうとした男気が認められて交際するようになった。なるのために毎日エビフライ弁当を作っているらしい。PCエンジン版ではネフライトと再会したなるに振られてしまうが、クンツァイトたちにネフライトが攫われる一部始終を目撃し、洗脳されたふりをしたネフライトから身を呈してなるを庇って復縁する。
ゆみこ
声 - 瀬戸真由美 / 金香里
うさぎのクラスメイトで、ロングヘアの少女。原作第1部、初代テレビアニメ無印、『Crystal』版のダーク・キングダム編のみ登場。
くり
声 - 神山雅美 / 森下由樹子
うさぎのクラスメイトで、ボブカットヘアの少女。原作第1部のAct7、初代テレビアニメ無印、『Crystal』版のダーク・キングダム編のみ登場。
『Crystal』版では原作や初代テレビアニメとキャラクターデザインが異なり、原作第1話に登場する短髪の少女がモデルになっている。
桜田 春菜（さくらだ はるな）
声 - 川島千代子 / 神田朱未
演 - 大寶智子
うさぎの担任の教師で、遅刻・早弁をするうさぎをいつも叱っている。愛称は「春だ」。髪の色は原作と『Crystal』版では金髪、初代テレビアニメ版では栗色。原作では第1期、初代テレビアニメ版では第2期「魔界樹編」、『Crystal』版ではダーク・キングダム編まで登場する。
初代テレビアニメ版ではミーハーで結婚願望が強く、ジェダイト編や魔界樹編でエナジーを奪われる被害者になる事が多かった。
武内の過去作品『Theチェリー・プロジェクト』にも登場し、この時は芝公園中学校の教師を務めていた。
『コードネームはセーラーV』に登場した桜田夏菜の姉。また、冬菜という名のバレリーナの妹もいる。

#### 十番小学校
ちびうさ（スターズ編ではほたるも）が通う十番小学校の同級生たち。
桃原 桃子（ももはら ももこ）
声 - 川田妙子 / 非公表（Crystal）
ちびうさの同級生の少女。両親が中華料理屋を経営している。シニヨンヘアでチャイナドレスを着用している。ちびうさからは「ももちゃん」と呼ばれている。
初代テレビアニメ版のブラック・ムーン編では、エスメロードが十番小学校に打ち込んだ最強のダルクヘンジの力で他の同級生や担任の女性教師と共に操られてしまい、ちびうさに襲い掛かるが、駆けつけたセーラー戦士たちに助けられる。その際、ちびうさによって正気に戻った時にドロイドの攻撃からちびうさをかばって負傷するが一命はとりとめる。
髪色は原作では紅色。初代テレビアニメ版では途中で茶色から紫色に変更された（『R』と『S』→茶色、『SuperS』→紫色）。『Crystal』シリーズは原作準拠の紅色。
更科 九助（さらしな きゅうすけ）
声 - 奥島和美→阪口大助 / 森下由樹子
ちびうさの同級生の少年。更科ことの（その他を参照）の弟で、両親が蕎麦屋を経営している。セーラーVの大ファン。いわゆるガキ大将で、編入してきたちびうさをからかった際に「低レベル」と反撃される。
初代テレビアニメ第155話『恐怖を越えて! 自由へのジャンプ』では変装して小学校にやってきたジュンジュンと一時の交流を持った。その結果、幼少期のトラウマにより苦手だった跳び箱を無事克服することができた。
空野（そらの）
下の名前は不明。ちびうさの同級生の少年。外見も言動も海野に瓜二つだが、関係性は不明。初代テレビアニメ版には未登場だが、『Crystal』版ではSeason IIIでカメオ登場している。
リリカ・ユベール
声 - 山本百合子
ちびうさの同級生の少女。U国大使館に住むU国大使の娘で、ちびうさの編入4日前に転校してきた留学生。正体は母親と同じ吸血鬼で、ちびうさの血を狙っている。早退を装って男子生徒を送らせ、仲間に引き込んでいる。最後はセーラームーンによって母親と同じように倒され、表向きは急に転校したことになっている。
初代テレビアニメ版では、ちびうさよりも後に転校してきた設定で、正体も吸血鬼型のレムレスに取り憑かれた普通の人間。セーラームーンの浄化を受けて元に戻っている。
三井 不動（みつい ふどう）
ちびうさの同級生の少年。父親は一流不動産会社のオーナー社長であるため、玉の輿を狙う女子児童の人気の的。アニメには未登場。
大阪 なるる（おおさか なるる）
ちびうさの同級生の少女。大阪なるの妹。コギャルでコスプレイヤー。チャンネル（シャネルのパロディ）の大ファン。アニメには未登場。
神戸 るるな（こうべ るるな）
ちびうさの同級生の少女。親友のなるると同じくコギャルでコスプレイヤー。グッチッチ（グッチのパロディ）の大ファン。アニメには未登場。

### その他
古幡 元基（ふるはた もとき）
声 - 佐藤浩之 / 岡本寛志
演 - 黄川田将也
ゲームセンター「クラウン」でアルバイトしている爽やかな青年。一人称は「僕」。ハヤシライスが好物。
学校帰りにいつも店に立ち寄ってくれるうさぎ達を、妹のように可愛がっている。家族構成は、ゲームセンターとフルーツパーラーを経営する父親と妹の宇奈月が明らかになっている。
まことに「声が昔の先輩に似ている」という理由で思いを寄せられていた。西村レイカと付き合っている。
実在した「クラウン」はパチンコ屋であり、現在は閉店している（跡地はマクドナルド麻布十番店）。『コードネームはセーラーV』にも登場している。
原作漫画
愛称は「ふるちゃんにーさん」。まことの憧れの人で、登場当初のうさぎや亜美も気があるような素振りを見せている。衛とは親友の遠藤に成り代わられた時に初めて対面している。
第2部でクラウン地下の指令室の存在を知り、セーラー戦士の協力者になった（『Crystal』ではその描写はない）。第4期以降出番が減った。
初代テレビアニメ
愛称は「元基お兄さん」か「元基さん」。無印中盤までのうさぎの想い人で、衛の大学の友人である。衛にうさぎをどう思っているか聞かれて「相手は中学生だよ」と否定した。海外に留学中の西村レイカとは遠距離恋愛中。レイカの存在を知ったうさぎからの憧れは薄れていったが、まことはダーク・キングダムとの最終決戦まで元基を想い続けていた。『R』以降出番が減り、第165話（『SuperS』第38話）が最後の登場となった
実写版
衛の大学の友人で、ペットの亀の「カメ吉」を溺愛する天然ボケの亀オタク。アルバイト先の「クラウン」はカラオケボックスに変更されている。
まことに想いを寄せており、後にセーラージュピターの正体を知らされ、まことと両想いになった。クイン・ベリルに見捨てられたネフライトを（当たり散らされたにも拘らず）クラウンのアルバイトに雇い、「ネフりん」「ネフ吉」というあだ名を付けた。スペシャル版にてうさぎと衛の結婚式でまことにプロポーズする。
古幡 宇奈月（ふるはた うなづき）
声 - 遠藤みやこ、原えりこ（テレビアニメ第94話）
元基の妹。父の経営するフルーツパーラー「クラウン」（原作ではゲームセンターと共営、初代テレビアニメ版ではゲームセンター2階）でアルバイトをしている。レイと同じT・A女学院の女子高生で、セーラー戦士たち（特にまこと）とも仲良し。
普段のうさぎたちのお姉さん的立ち位置。初代テレビアニメ版では、セーラー戦士以外で「ピュアな心の結晶」と「夢の鏡」の両方を狙われた珍しい人物。
初代テレビアニメ版では『R』で初登場し、衛に絶交宣言されたうさぎに衛の新しい恋人と誤解されたが、実は彼氏がいたため誤解は解けた。『S』ではまだ彼氏とキスしたことがなく、ファーストキスに憧れるピュアな心をカオリナイトに狙われた。また、一人暮らしをしている。『SuperS』ではタイガース・アイに夢の鏡を狙われる。セーラー戦士とネヘレニアの決戦時には、ちびムーンの声に応じて力を与えた（これが最後の登場となった）。
『Crystal』シリーズと実写版では登場しない。
西村 レイカ（にしむら レイカ）
声 - 深見梨加 / 中原麻衣
古幡元基の恋人の大学生。武内デザインのキャラクターだが、初代テレビアニメ版で原作に先駆けて登場した。武内によるキャラクター設定集の初期設定は「近所のおたくな女子大生」。
原作漫画・新作アニメ『Crystal』
元基と同じKO大学に通うミーハーな女性。髪の色はピンク色（原作では金髪のイラストもある）。第1部では遠藤（になりすました衛）に宝石に関する薀蓄を教えたり、第3部ではせつなと会話するシーンがある。『Crystal』では原作準拠の設定で登場する。
初代テレビアニメ
麻布工業大学に通うエリート学生で、落ち着いた才女。髪の色は栗色。実は青色の虹水晶で封印された妖魔七人衆の生まれ変わり。第29話で初登場してうさぎ達をヤキモキさせた後、「人類発生の原点」を研究するためにアフリカに旅立つ。後に『SuperS』編で再登場してタイガース・アイに夢の鏡を狙われるが、救出後はヨーロッパに旅立つ。
浅沼 一等（あさぬま いっとう）
声 - 中井和哉 / 阪口大助
衛の後輩。
原作漫画・新作アニメ『Crystal』
元麻布中学の1年生。フルーツパーラー「クラウン」の常連で、同じ常連のまことに想いを寄せている。設定資料集によれば、家は仙台坂上の一人っ子で、母親は赤いポルシェを愛車にしている。
原作では入試の下見で道を訊いた衛に、握手をされて「お前、受かるよ」と予言されて以来、衛に憧れている。衛が腕の傷をヒーリングの能力で治癒するのを目撃している。
うさぎたちとルナが喋っているのを目撃し、その会話の内容で衛たちの素性を疑っていたが、まことにぼかした事情を聞かされ、まことに対して何もできない自分を恥じている。
その後の原作第3期・第5期でも僅かに登場しており、原作第5期・劇場版『Cosmos』ではテニス部に所属し、うさぎの身長を越えていた。
初代テレビアニメ
第169話（『セーラースターズ』第3話）にゲスト登場。衛のパソコン通信の後輩であり、衛のマンションのチャイムを押すだけの出番だった。
更科 琴乃（さらしな ことの）
声 ‐ 神田朱未（Crystal）
ちびうさの同級生である九助の姉で、T・A女学院超常現象研究部の部長。T・A女学院の学園祭の際にレイと親しくなり、レイがブラック・ムーン一族に連れ去られた時、レイのことをずっと心配していた。
名前の由来は月野うさぎの担当声優の三石琴乃から。雑誌掲載当時と旧単行本版までは名前が平仮名表記の「ことの」だった。初代テレビアニメ版には未登場。
プリンセスD / ダイヤ王女（テレビアニメ版）
声 - 伊藤美紀 / 植田佳奈
D王国（テレビアニメ版ではダイヤモンド王国）の王女。海野と瓜二つの容姿で、自分に自信を持てずにいるが、眼鏡を取ると実は美少女である。ネフライトの分身に取り憑かれるが、セーラームーンによって分身は祓われた。
原作・『Crystal』版では第4話、テレビアニメ版では第22話に登場。
遠藤（えんどう）
声 ‐ 三浦祥朗（Crystal）
古幡元基の親友。原作ではクイン・メタリアに洗脳された衛に消滅させられ、そのまま成り代わられてしまう。初代テレビアニメ版には未登場。『Crystal』では衛に記憶を消される暗示をかけられて立ち去るのみで、生存している。
土萠 蛍子（ともえ けいこ）
声 - 柿沼紫乃（Crystal）
ほたるの母親。現在は故人のため、回想シーンのみに登場する。原作と『Crystal』ではビル建設中の火事に巻き込まれて死亡している。初代テレビアニメ版では夫の創一が「ダイモーンの卵」に取りつかれる以前に死別しており、ほたるの回想シーンでは顔にシルエットがかかっている上にセリフもなかった。

### 原作番外編の登場人物
海堂（かいどう）
原作番外編『カサブランカ・メモリー』に登場。レイの父の秘書で、レイの初恋の人でもある。
レイが幼い頃からの世話係で、毎年レイの誕生日にはカサブランカの花束をプレゼントしていた。後に許婚と結婚することになり、レイと別れのキスを交わし、レイが恋をしない理由の一つとなった。
凡松浦 マコト（はんまつうら マコト）
原作番外編『ヒミツのハンマープライス堂』に登場。なるるとるるなの行きつけの質屋「ハンマープライス堂」の店主。刺繍が趣味の肥満体の男性。「でぶっちょ仮面」に変身する。
関西テレビ・フジテレビ系列で放送されていた視聴者参加オークション番組「とんねるずのハンマープライス」において登場権利を落札した一般人がモデルで、落札額は200万円だった。
月野 こうさぎ（つきの こうさぎ）
原作番外編『ぱられるせぇらぁむ〜ん』に登場する、同作品の主人公。うさぎと衛の次女で、ちびうさの妹。母親のうさぎ以上に泣き虫で大食い。友達のあみたちからは馬鹿にされている。猫アレルギー持ち。
水野 あみ（みずの あみ）
原作番外編『ぱられるせぇらぁむ〜ん』に登場。水野亜美の娘。常に眼鏡をかけている。母親の亜美に似て優等生。
火野 れい（ひの れい）
原作番外編『ぱられるせぇらぁむ〜ん』に登場。火野レイの娘。母親のレイに似てクールな性格。
木野 マコ（きの マコ）
原作番外編『ぱられるせぇらぁむ〜ん』に登場。木野まことの娘。母親のまことに似て男勝りで姉御肌。
愛野 ミナ（あいの ミナ）
原作番外編『ぱられるせぇらぁむ〜ん』に登場。愛野美奈子の娘。母親の美奈子に似て、皆のリーダー的存在でちゃっかり者。

### 初代テレビアニメオリジナルキャラクター
本記では重要な人物と特殊なゲストキャラクターのみ記載する。
- 全てのゲストキャラクターをあげるとキリがないので、初代テレビアニメの無印後半にて単体で妖魔に変えられた人物やその関係者、人外の存在やクロスオーバー的人物のみにする。

香山 美香（かやま みか）
声 - 南場千絵子、白石文子
第5話から登場する進悟の同級生でガールフレンド。母親と同じフランス人形作家であり、第18話では三条院正人（ネフライト）によって自分が作った人形に妖魔を憑依される。
熊田 雄一郎（くまだ ゆういちろう）
声 - 島田敏
第30話から登場する準レギュラー。前髪で目が隠れたボサボサの長髪と無精ひげの青年で、見た目は野暮ったいが目元は凛々しい。無銭旅行中に野宿していた火川神社でレイに一目惚れし、レイの祖父に弟子入りして火川神社に住み込むようになった。その頃レイは衛に想いを寄せており、『SuperS』編でその事実を知ってからは衛を敵視した。『セーラースターズ』編では登場しない。
生真面目だがドジで思い込みが激しい。レイたち家族と火川神社を気遣っている。実は別荘を持つほどの金持ちのお坊ちゃま。実家は雪国でスキーも抜群にうまい。
初登場のエピソードではレイをかばって妖魔に立ち向かい、第70話（『R』編の第24話）ではレイへの弱々しい態度をあやかしの四姉妹のコーアンになじられるが、コーアンの攻撃からレイをかばっている。レイ本人も雄一郎に対して満更でもない様子を見せているが、最後まで両想いになることはなかった。
『S』編ではレイとはるかの仲を誤解して家出し（その時の挿入歌は雄一郎が熱唱する『あずさ2号』）、乗り込もうとした電車の車両に憑依したダイモーン・トデーンに純な心の結晶を奪われた。セーラー戦士に救出された後でレイに誤解を解かれて仲直りした。連日徹夜で祈祷するレイの髪が燃えないように自分のたすきを渡しており、レイにお守り代わりにされているほか、次はリボンをあげる約束をしている。
サキコ
声 - 渕崎ゆり子
第20話に登場する「ペンションADAMS」の少女。少し亜美に似ている。強い霊能力を持ち、父親（声 - 阪脩）に催眠術で能力を引き出され、友達を作ることも禁止されていたが、本心では普通の子供の暮らしがしたいと願っている。
世間を見返そうとする父親の催眠術で、力を増幅されてゴーストを生み出してしまうが、父親への反抗心で生まれたゴーストを制御できず、最後は父親の謝罪を受けて真の力を解放しゴーストを消滅させ、普通の女の子として過ごせるようになった。
ペンションには吸血鬼の女主人（声 - 阿部道子）、狼男のコック（声 - 小林通孝）、フランケンシュタインのベルボーイ（声 - 平野正人）がいる。
クレーンの丈
声 - 大倉正章
第25話に登場する凄腕のクレーンゲーマーの青年。麻布十番近辺のゲームセンター荒らし。実は赤色の虹水晶で封印された妖魔七人衆の生まれ変わりで、念動力（サイコキネシス）を使ってクレーンを操作していた。木野まことの「センパイにそっくりな人」第一号だが、「デカい女は嫌いだ」とあえなく袖にしている。
彼のキャラクターデザインは著者の読み切り短編の『7月（ジュライ）マーマレード・バースデー』（短編集『ミス・レイン』に収録）の登場人物から流用されている。
牧師
声 - 梅津秀行
第26話に登場する横浜の教会の牧師。英語が混じった喋り方をする。大切な人（ネフライト）を亡くしたなるに婚約者を亡くした女性の話をして元気づけた。その正体はオレンジ色の虹水晶に封印された妖魔七人衆の生まれ変わり。
浦和 良（うらわ りょう）
声 - 太田真一郎
第27話で初登場した亜美のクラスの転校生。やや地味な見た目だが心優しい少年。中間試験で亜美を抜いて学年一位になった。塾の模試で隣席になった亜美に一目惚れし、勉強で亜美に勝てたら告白しようと決めていた。生まれつき予知能力（プレコグ）を持ち、亜美を抜いたのも予知能力のおかげ。
実は黄色の虹水晶に封印された妖魔七人衆の生まれ変わりで、ダーク・キングダムの復活と共に予知能力が強くなり、自分が妖魔であることやセーラー戦士の正体を知っている。妖魔になった自分がマーキュリーを殺してしまう未来を予知し、妖魔に覚醒したら殺してほしいと亜美に頼むが、希望を捨てずに自分の力で未来を切り開くように諭される。セーラー戦士の活躍で無事に妖魔から人間に戻り、親の都合で再び転校していった。別れ際に亜美の写真を渡されている。
第41話ではダーク・キングダムが『伝説の最強妖魔』の復活を企んでいることを予知してセーラー戦士に忠告し、「自分の運命は自分の力で切り開く」と言ってエンディミオンをひるませた。第45話のDDガールズとの戦いでは、亜美が彼の幻を見ている。『R』編以降のテレビアニメには登場しない。
SFC版のRPG『Another Story』では亜美と連絡を取り合っており、オポシティオ戦士がマーキュリーに見せた夢の中の未来では亜美と結婚していた。
夢野 ユメミ（ゆめの ユメミ）
声 - 渕崎ゆり子
第28話に登場する画家で、『恋人が幸せになれる絵』や『両思いになれる絵』を描く。その正体は緑色の虹水晶に封印された妖魔七人衆の生まれ変わり。
自分の冴えない容姿にコンプレックスを持ち、自画像では似ても似つかないお姫様のような美人を描いていた。衛とうさぎをモデルに絵を描いたが、前世の記憶が影響しているためか、彼女が描いた2人の絵はプリンス・エンディミオンとプリンセス・セレニティの恋物語となっていた。その後、衛とうさぎに励まされてコンプレックスから解放されることになる。
レッドバトラー
声 - 安西正弘
第31話に登場するデブ猫で、小原杏のペット。体型の割に機敏で、ネコの縄張り争いに巻き込まれたルナをタキシード仮面ばりに助けた（しかもテーマソング付きでバラの代わりに魚の骨を使用）。実は紫色の虹水晶に封印された妖魔七人衆の生まれ変わり。
ルナに好意を寄せていたが、ルナ自身はヒキ気味であった。妖魔に覚醒してもルナへの想いは変わらず、足を滑らせて落下したルナを救出した。
小原 杏（おはら あん）
声 - 嶋方淳子
第31話に登場する少女。レッドバトラーの飼い主で、当初セーラー戦士たちやゾイサイトは彼女が虹水晶に封印された妖魔七人衆の一人と勘違いしていた。家から逃げ出したレッドバトラーを追いかけゾイサイトに襲われる。父の名は蔵久で母の名は美々（表札で名前が確認できるのみ）。
ローズ夫人
声 - 川浪葉子
第37話に登場するイギリスの貴婦人。クンツァイトの術で妖魔に変えられて、セーラー戦士の正体を探るためにプリンセス・セミナーを主催する。
山本 冴子（やまもと さえこ）
声 - 佐々木優子
第38話に登場するスキーインストラクターで、「ムーンプリンセスコンテスト」の優勝者だった過去を持つ。クンツァイトの術で妖魔に変えられて、セーラー戦士の正体を探るために「ムーンプリンセスコンテスト」を主催する。
湖の妖怪
声 - 原亜弥
第40話に登場する、蛇女のような姿の妖怪。「天女伝説」の残る湖に封じられていたが、タキシード仮面が誤って目覚めさせてしまった。元は人間の女性だったが、慕っていた男性が天女と恋仲になってしまい、その嫉妬から妖怪と化して湖に封印されてしまう。人間だった頃の心はほとんど失われて嫉妬心に突き動かされ、ひたすら「返せ」と口にしていた。最後はセーラームーンのムーン・ヒーリング・エスカレーションで嫉妬の心を浄化され、人間に戻って昇天していった。
SFCで発売されたRPG『Another Story』では「ラディナ」という名前で登場していて、正体も「前世でのヴィーナスの従者」になっている。
カタリナ
声 - 三田ゆう子
第42話に登場する、イギリスでインターポールとして活躍する婦人警官。イギリスでセーラーVとして活動していた美奈子から姉のように慕われていて、美奈子がセーラーヴィーナスと知っている。イギリスから来日した際にクンツァイトの術で妖魔に変えられたが、セーラームーンによって救われる。そして、アランに想いを伝えるために美奈子に見送られて帰国した。
アラン
声 - 難波圭一
第42話に登場する、美奈子の男友達。美奈子がセーラーVと知っていた。美奈子から想いを寄せられていたが、実はカタリナと恋仲だった。劇中では美奈子の回想シーンに登場のみだが、後に第52話と第65話（『R』編の第6話と第19話）でその存在について言及されている。
朝比奈 ナナ（あさひな ナナ）
声 - 遠藤みやこ
第43話に登場する女性記者で、頭部にバンダナを巻いている。クンツァイトの術で妖魔に変えられ、「セーラー戦士の仲違いの原因（実は芝居）」を探ることになる。セーラームーンの活躍で元に戻ったものの、懲りずに仲違いの調査を続けていた。
キリンちゃん
声 - 山田恭子
第67話で登場する首長竜の子供。溺れたちびうさを助けた。「キリンのように首が長い」ため、ちびうさはこの名前をつけた。その後、母の首長竜とともに安全な場所へと旅立った。
慎之介（しんのすけ）
声 - 矢島晶子
第104話に登場する美少年。ちびうさと運命の出会いをしたと思われたが、見た目とは裏腹に変な言動を繰り広げた末に股間を露出してちびうさを絶句させる。その後、母親（声 - ならはしみき）に殴られ、「家に帰っておしおきよ!」と言われて引きずられていった。
慎之介とその母親は、『クレヨンしんちゃん』の第105話に登場したセーラームーンのパロディ「美少年軍団セーラームフーンH」へのお返しに登場した野原しんのすけと野原みさえのパロディキャラクターである。これらのクロスオーバーは、テレビアニメが『クレヨンしんちゃん』と同じテレビ朝日放送で佐藤順一と本郷みつるの仲が良く、担当プロデューサーが同じ太田賢司だったために実現した。

### 実写版オリジナルキャラクター
本記では主な重要キャラクターのみ記載する。
斎藤 菅生
演 - 池田成志
愛野美奈子が所属している芸能事務所の社長。オネエ言葉で話す。妖魔に操られて美奈子を襲ったことがある。
美奈子が芸能活動を辞めようと思っていた際にはそのことを悟り、彼女を元気付ける為にレイをモデルにしようとしたり、偽物の企画を作った。
日下 陽菜 （くさか ひな）
演 - 松下萌子
衛の幼馴染で許婚。衛が両親を亡くし、記憶喪失になったことで彼の援助をしていた。
衛の学校卒業と共にロンドンへ留学するつもりだったが、記憶を取り戻せない彼のことを心配しており、彼の気持ちが他の人にあることを悟り、婚約を撤回した。「Act.ZERO」によると、その後は女優になったようである。
木村 桃子（きむら ももこ）
演 - 清浦夏実
うさぎの同級生で友達。愛野美奈子のファンで、「Act.ZERO」ではうさぎと共に「セーラーM」に変装した。原作でのゆみこに該当する人物。
阿部 香奈美（あべ かなみ）
演 - 平井愛子
うさぎの同級生の友達で、桃子と行動していることが多い。愛野美奈子のファンで、「Act.ZERO」ではうさぎと共に「セーラーK」に変装した。原作でのくりに該当する人物。

## セーラー戦士が戦ってきた敵たち
多くのキャラクターのネーミングは、鉱物・岩石・元素などの名前から来ている（対するセーラー戦士達は天体名である）。

### ダーク・キングダム
原作と新作アニメ『Crystal』第1期、初代テレビアニメ版（無印）、実写ドラマ版での敵組織。

### 魔界樹とエイリアン
初代テレビアニメ『R』シリーズ前半に登場する、アニメオリジナルの敵キャラクター。
エイルとアンの名前の由来は「エイリアン」から。本編では人間態から元の姿に戻る時に瞬時に変化していたが、アニメイトカセットコレクションでは「エクストラ・テレストリアルパワー・メイクアップ！」と唱えて元の姿に戻っていた。
魔界樹
声 - 中西妙子
地球とは別の世界に生まれ、宇宙をさまよっていた知的生命体。長い時を孤独に生きた寂しさからエイリアンを生み出す。終盤で暴走し、エイル達でも止められなくなってしまうが、自らの頼みでセーラームーンに浄化されて暴走を止められる。最後は芽になり、エイルたちと再び宇宙を旅をすることになった。
エイルとアンにとっては、先祖から伝わってきた、エナジーを蓄えるための樹木。彼らの体質に合う、極上のエナジーを作り出す蒸留機能を備えている。
エイリアン
魔界樹から生まれた種族。生まれた当初は楽しく暮らしていたが、次第に魔界樹のエナジーを奪い合うようになり、下記の2人以外は滅びてしまう。
エイル / 銀河 星十郎（ぎんが せいじゅうろう）
声 - 緑川光
魔界樹に育てられ、その魔界樹に新鮮なエナジーを供給するために地球にやってきた生命の末裔の男。「宇宙のさすらい貴族」を自称する。地球上では「銀河星十郎」という名でうさぎの学校に転校し、アンの兄と名乗る。
まことに好意を持たれるが、本人はうさぎに恋をする。よく吹いている横笛はカーディアンを召喚したり、魔界樹からエナジーを引き出すのに使われるが、うさぎのために即興曲を吹いたこともある。愛を知らなかったが、セーラー戦士との対決の際に本当の愛を知る。最後は生き返ったアンと共に芽になった魔界樹を連れ、自分達の愛のエナジーで魔界樹を育むための新たな星を目指して旅立った。
アン / 銀河 夏美（ぎんが なつみ）
声 - 冬馬由美
エイルと同じく魔界樹に育てられ、魔界樹に新鮮なエナジーを供給するために地球にやってきた生命の末裔の女。地球上では「銀河夏美」という名でうさぎの学校に転校し、エイルの妹と名乗る。
ふとしたことから衛に恋をする。嫉妬深くヒステリックな性格で、愛とは奪うものだと信じていたが、暴走した魔界樹の攻撃からうさぎを庇う衛の姿を目にして本当の愛を知り、その直後にエイルを庇って、暴走した魔界樹の攻撃を受け命を落とす。最後はセーラームーンの力で生き返り、エイルと共に芽になった魔界樹を連れ、自分達の愛のエナジーで魔界樹を育むための新たな星を目指して旅に出た。

#### カーディアン
ザコ敵の総称。エイルの笛の音で、「ガーディアンカード」（各ガーディアンの絵柄が描かれたタロットカード）から召喚される女性型宇宙怪物。死に際に「クレンジングー!!」（「洗浄」の意）と断末魔をあげる。カーディアンが倒されると、カードは力を失って絵柄が消え黒紙になる。伝説上の怪物をモチーフにしたものが多いが、例外も多々ある。
| 話数（通算） | 名前             | 能力                                                                                 | モチーフ                         | 声優         |
| ------------ | ---------------- | ------------------------------------------------------------------------------------ | -------------------------------- | ------------ |
| 47           | ヴァンピル       | 右手の花でエナジー吸収                                                               | 吸血花                           | 緒方恵美     |
| 48           | ミノタロン       | 強烈な突進攻撃と伸びる頭の角でエナジー吸収                                           | ミノタウロス                     | 大野由佳     |
| 49           | ファライオン     | 獣のように飛び掛かり運命の輪でエナジー吸収・口から衝撃波を吐く                       | ライオン、タロットの「運命の輪」 | 中友子       |
| 50           | ヘルアント       | 何本もの触手を伸ばしエナジー吸収・同時に複数を相手にするのが得意                     | 蟻                               | 高木早苗     |
| 51           | レーシー         | 近づく者から無差別にエナジー吸収・桜の木の中に相手を取り込む・桜の花びら攻撃         | 化け猫・桜の精                   | 山崎和佳奈   |
| 52           | ギガロス         | 羽から竜巻を飛ばしてくる・爪を伸ばし切り裂く                                         | イカロス                         | ならはしみき |
| 53           | アマデラス       | 熱線・熱風攻撃・球体バリアで攫った赤ん坊を盾にする                                   | 太陽、天照大神                   | 大野由佳     |
| 54           | セイレーン       | 空を泳ぎ、鱗粉を撒いてエナジー吸収・自在に伸びる髪の毛で敵を拘束・水を操り、炎を消す | 人魚                             | 緒方恵美     |
| 55           | ウトンベリノ     | 爪楊枝ソード・敵を巻き取る海苔、ジュピターを必殺技発動中に拘束した                   | 海苔弁当                         | 川島千代子   |
| 56           | ビピエーロ       | 傘から出す電撃ムチ・帽子の角を飛ばす                                                 | ピエロ                           | 金丸日向子   |
| 57           | 謎のカーディアン | 不明                                                                                 | 月（三日月）                     | 不明         |
| 57           | アマーンジュ     | 命令と逆のことを行う                                                                 | 天邪鬼                           | 兵藤まこ     |
| 58           | ヤーマンダッカ   | エナジーを吸収する花びらを巻き散らす                                                 | 四面観音                         | 川島千代子   |

### ブラック・ムーン一族
原作第2部と『Crystal』第2期、初代テレビアニメ『R』後半の敵組織。

### デス・バスターズ
原作第3部と『Crystal』第3期、初代テレビアニメ『S』の敵組織。

### ヘル・デスティニー
スーパーファミコンのコンピュータRPG『美少女戦士セーラームーン ANOTHER STORY』に登場する敵組織で、暗黒の城を本拠地とする。「運命を変える」ことを目的にしており、そのためにこれまでセーラームーン達が闘ってきた、（デス・バスターズ以前の）敵たちの運命を変えて次々と復活させ、セーラー戦士を倒そうとする。
魔人シャーマン・アプスー
ヘル・デスティニーの指導者。黒い太陽のような髪飾りをつけた白い長髪の魔女。病気を患っていて既に命が尽きかけており、自分が死ぬ運命を変えようとする。オポシティオ戦士とアンシャルを利用して「幻の銀水晶」を手に入れ、世界の運命を自在に操ることを企んでいる。自らが復活させた時空の塔でセーラー戦士に戦いを挑み敗北した後、シンと合体し、クリスタルパレスの地下室で巨大なドラゴンの頭部に乗った醜悪な姿「破壊神・アプスー」として、セーラー戦士の前に立ちはだかる。
必殺技は黒い太陽、ソニック・ウェーブ。
名前の由来はシュメール神話・アッカド神話に登場する原初の水アプスー。

#### オポシティオ戦士
『美少女戦士セーラームーン ANOTHER STORY』での反セーラーチーム。元々は30世紀に住む未来人だが、シルバー・ミレニアムの一族と「幻の銀水晶」への不信感や憎しみをシャーマン・アプスーに煽られ、運命を変えるためにその配下となる。それぞれが対応するセーラー戦士に似た容姿を持ち、セーラー戦士に似たティアラとブローチの他に、ネクタイとボディスーツを着用している。
「オポシティオ」の語源に近いと思われる言葉で、西洋占星術に180℃のアスペクト（惑星が正反対に位置するホロスコープの相）を指す「オポジション」という専門用語がある。
オポシティオ・シン
アンシャルの姉で、赤いリボンをつけた金髪のツインテールの少女。オポシティオ戦士の中心的存在。
両親をブラック・ムーンの襲撃の際に亡くしており、被害を防げなかったセーラー戦士たち（特にセーラームーン）に激しい憎しみを抱いている。唯一の肉親であるアンシャルを大切に思っている。
必殺技はヘルズ・アタック。
名前の由来はメソポタミア神話の月の神シン。
オポシティオ・ナブ
左側が長い青髪のボブカットの少女。理詰めで物事を考える冷静沈着な頭脳派で、自分の利害のみを追求している。セーラーマーキュリーとの対決が多い。
以前から科学的裏付けのない「幻の銀水晶」の力による平和に疑問を抱いており、「幻の銀水晶」の力の解析を目的にアプスーの配下となった。
必殺技はヘルズ・フリージング、ダーク・ウォーター。
名前の由来はメソポタミア神話の知恵の神ナブ。
オポシティオ・ネルガル
襟足のみを長く伸ばして結んだ赤髪の少女。気性が激しく戦いに喜びを感じる好戦的な戦士だが、使命には忠実。セーラーマーズにライバル心を燃やしている。
最強の戦士を目指す中で、「セーラー戦士と戦う機会を与える」というアプスーの誘いに乗り配下に加わった。
必殺技はヘルズ・フレイム・バード、ダーク・ファイヤー。
名前の由来はバビロニア神話の神ネルガル。
オポシティオ・マルドゥク
薄い栗色の髪をポニーテールにした少女。アンシャルに代わってオポシティオ戦士のリーダーになろうとしているが、意外と抜けているのでセーラージュピターに呆れられる。
クリスタル・トーキョーの住人たちが「幻の銀水晶」の強大過ぎる力がブラック・ムーンの襲撃などの様々な争いを招いたという負の側面を顧みない姿に違和感を抱いており、アプスーの配下となった。
必殺技はヘルズ・サンダー、ダーク・サンダー。
名前の由来はバビロニア神話の神マルドゥク。
オポシティオ・イシュタル
金髪のロングヘアの少女。オポシティオ戦士で一番子供っぽく、楽天的で物事を深く考えない性格。セーラーヴィーナスと同等の性能を持つ。
一方的に友人のナブについてきたため、おまけの扱いでオポシティオ戦士となった。そのため、オポシティオ戦士の中では唯一アプスーの勧誘を受けていない。
必殺技はヘルズ・シャワー、ダーク・ビュート。
名前の由来はバビロニア神話の愛と美の女神イシュタル。
アンシャル
シンの弟で、緑色の髪の少年。ヘル・デスティニーの黒一点かつオポシティオ戦士のまとめ役で、時空を移動する不思議な力を持つ。物語の冒頭でちびうさと出会い、身分違いを理解しながらちびうさに想いを寄せている。セーラー戦士との戦いを望んでいなかったが、後にアプスーに操られてセーラー戦士と戦うことになってしまう。
上述の通りちびうさに恋していたが、結局彼女への想いは届くことはなかった。
名前の由来はメソポタミア神話の天の神アンシャル。
キシャル
アンシャルの忠実なペットで、猫に似た姿をしている。後に巨大な姿になってセーラー戦士と戦うことになる。
名前の由来はアンシャルの妻にして大地を司るキシャル。

### デッド・ムーン
原作第4部、初代テレビアニメ版『SuperS』および『セーラースターズ』前半、新作アニメ劇場版『Eternal』の敵組織。

### シャドウ・ギャラクティカ
原作第5部、初代テレビアニメ版『セーラースターズ』後半、新作アニメ劇場版『Cosmos』の敵組織。

### その他の敵
ダミー
声 - 阪口大助
『SuperS』のTVSP『はるかみちる再び！亡霊人形劇』に登場する怪物。腹話術人形の姿をしており、人間を意のままに操ったり、エナジーを吸い取る能力を持つ。
はるかを人質にし、セーラーネプチューンに「はるかを救うか世界を守るか」の選択を迫るが、迷うことなくはるかの命を選んだネプチューンに驚愕する。最後はセーラーウラヌスに倒された。実はジルコニア配下のレムレスの一体。
パスト・ワイズマン
声 - 掛川裕彦
PCエンジン版ゲーム『美少女戦士セーラームーン』に登場する怪人。強力な念動力を操るエスパーであり、死者を甦らせる魔石「ブラッディ・オパール」でクイン・ベリルと四天王を復活させ、「幻の銀水晶」の入手を目論む。
正体はブラック・ムーン一族の黒幕デス・ファントムの眷属。「幻の銀水晶」の力で「時空の扉」を開け、未来の時間軸から主のデス・ファントムを召喚することが目的だった。ベリルと四天王を復活させた代わりに、決して死ねない体に変えている。
プリティー♡ゴーストおたクーラ
原作番外編『ヒミツのハンマープライス堂』に登場する地霊（ゴースト）。怨念のこもったお蔵に住んでおり、空いた隙間から解き放たれてほたるの体に憑依する。ミストレス9とは異なり、このプリティー♡ゴーストおたクーラの絶大な妖気によってほたるの意識は押さえ込まれており、長い髪の女性に急成長しド派手なサンバのようなスーパーロングドレスの姿に変身する。人間を蔵の怨念に閉じ込める能力を持っていたが、 最後はセーラームーンとセーラーちびムーンの浄化技で成仏。ほたるも元に戻った。
ルーフ・メロウ
演 - 小野妃香里（かぐや島伝説）、相沢真紀（新・かぐや島伝説）、森ひろこ（新・かぐや島伝説改訂版）
バンダイミュージカル『かぐや島伝説』に登場する女海賊。実は5000年前に滅びたアルトゥカ帝国の王女。部下のアンドロイドであるケルン、サーペン、クラーケン、セルキー（新・かぐや島伝説のみ）を連れている。
ダークブラズナー一族の計画を利用して「幻の銀水晶」を横取りし、アルトゥカ帝国を復活させようとするが、セーラー戦士の助太刀に現れたキング・エンディミオンに恋をしてしまう。
ダーク・プラズマン
演 - 鹿志村篤臣（かぐや島伝説）、広田勇二（新・かぐや島伝説）
バンダイミュージカル『かぐや島伝説』に登場。暗黒惑星「彗星コアトル」の化身であるダークブラズナー一族の首領。ダーク・メノアという側近がいる。
5000年前に地球を手に入れようと太陽系に侵攻したが、月のプリンセスの「幻の銀水晶」の力で弾き飛ばされていた。
レア・ルビー 演 - 山本カナコ
ビルハ・エメラルド 演 - 宮澤多季
ジルパ・サファイア 演 - 河崎美貴
バンダイミュージカル『かぐや島伝説』に登場するダークプラズナー一族のメンバー。旅行会社のツアーガイドに化けてうさぎたちを「かぐや島」に連れて行くが、かぐや島で生き別れていた子供たちに再会する。